# Belles du Nord
Les « Belles du Nord » sont un groupe de quatre sculptures, dont deux considérées comme exceptionnelles et comme une « découverte archéologique majeure ». Ces pièces ont été découvertes en 2013 lors d’un diagnostic archéologique. 

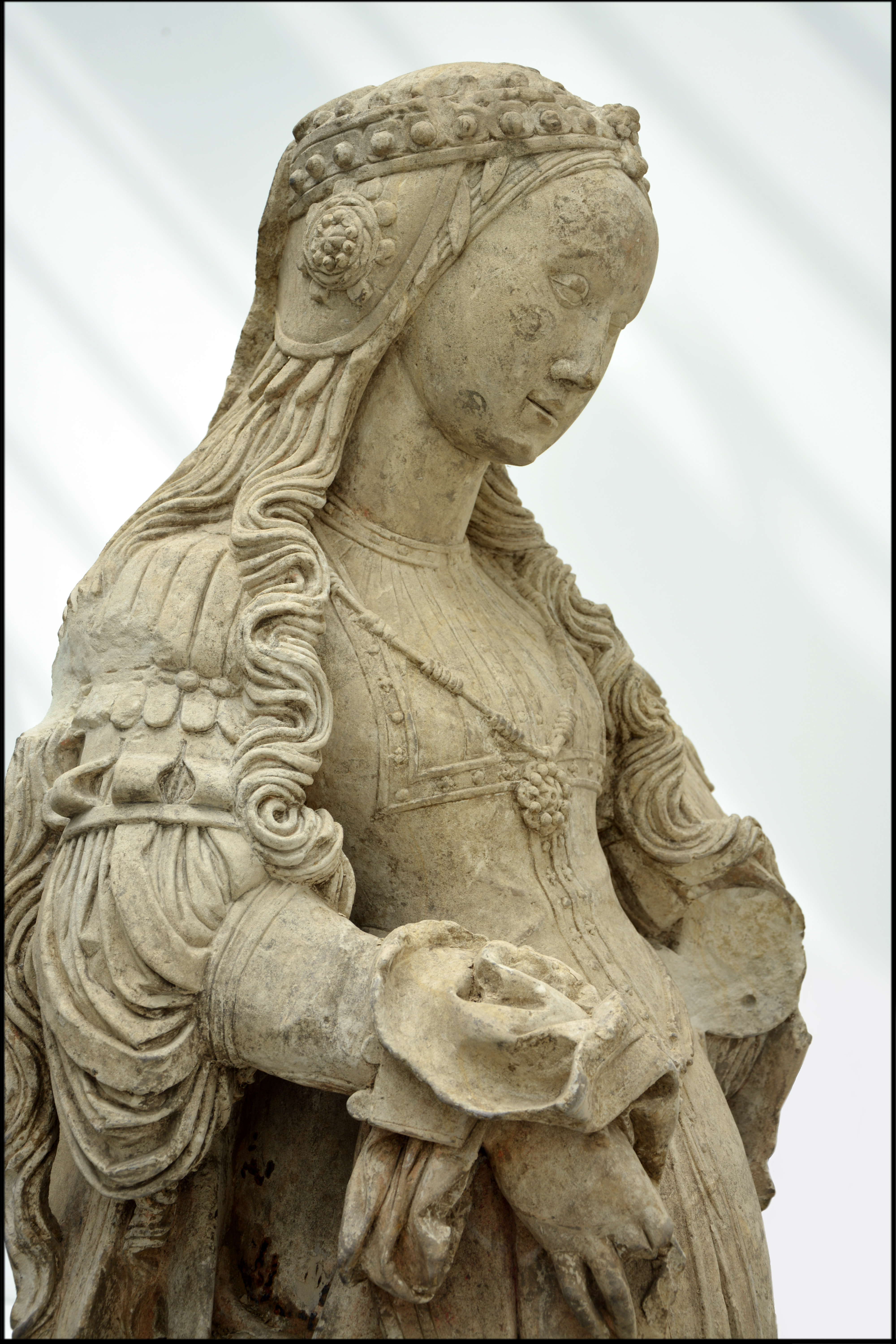
Sainte Agnès de Rome, l'une des quatre Belles du nord.

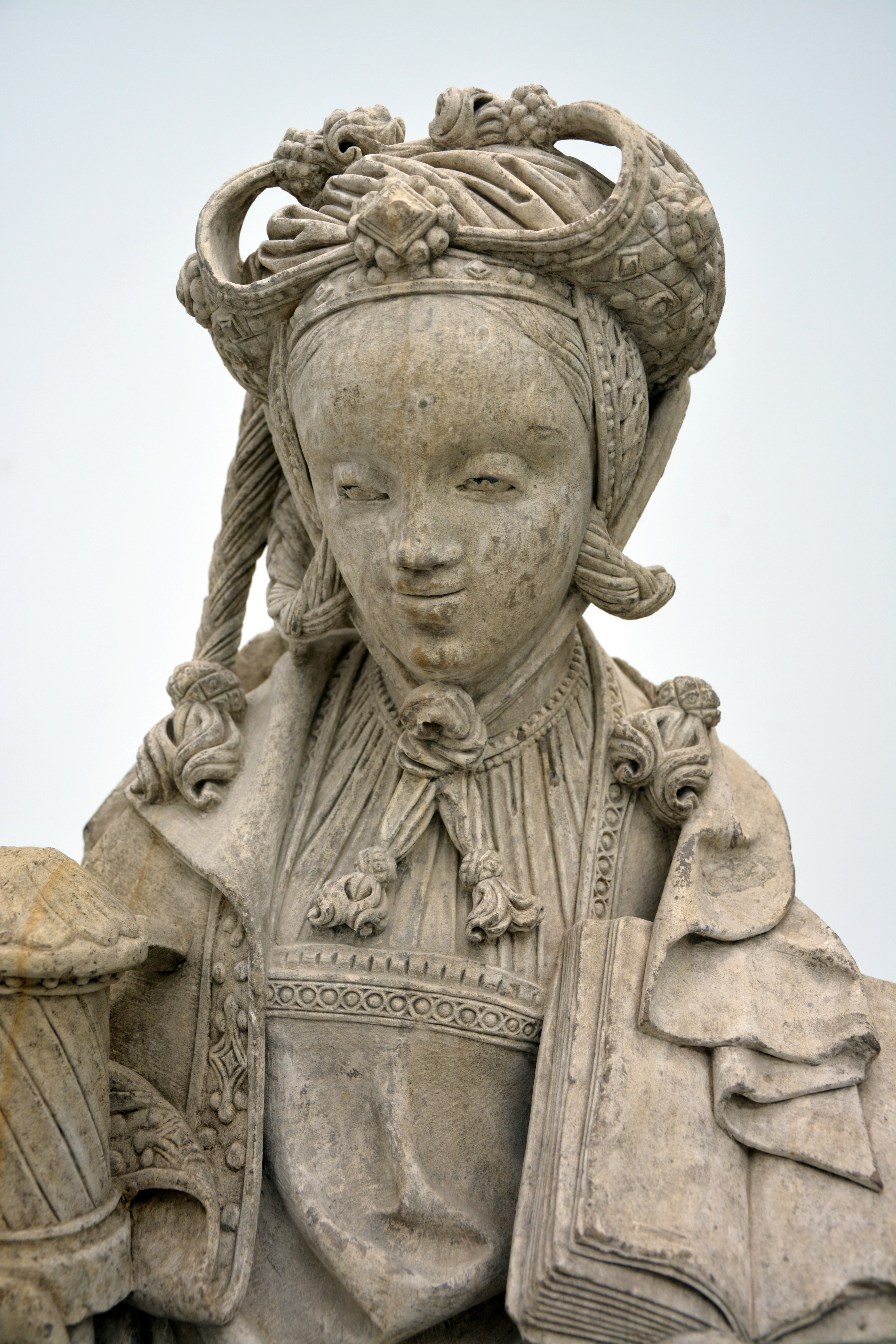
Sainte Marie-Madeleine tenant son pot de parfum ; la seconde des statues les plus remarquables des quatre Belles du nord.

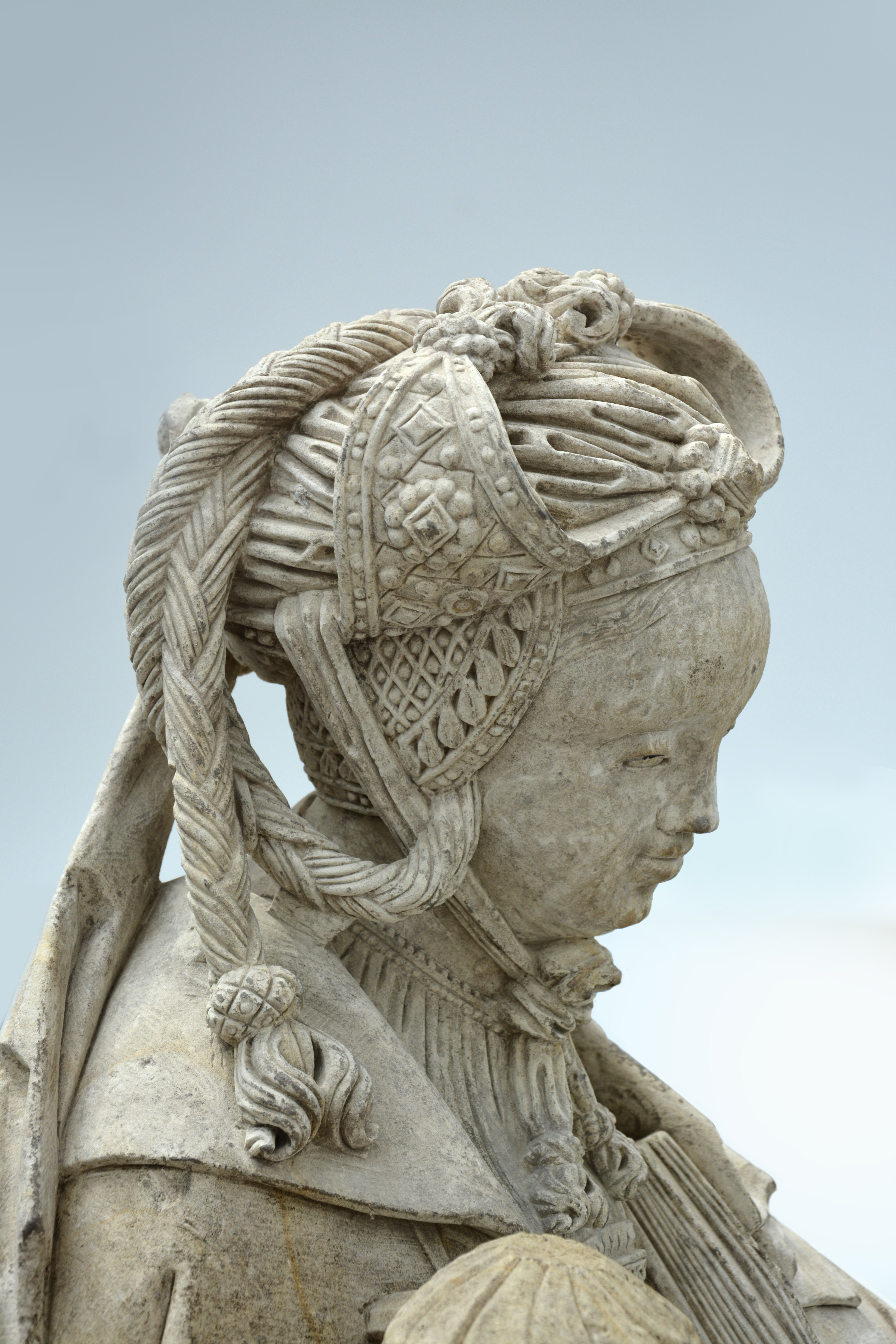
Profil droit montrant la coiffe et les longues tresses de sainte Marie-Madeleine de Rome, ici représentée en costume médiéval.

Elles étaient enfouies dans une fosse depuis plus de deux siècles (probablement 222 ans avant leur découverte), à Orchies dans le département du Nord, en région Hauts-de-France (à égale distance de Valenciennes et Lille).
Ces sculptures ont été confiées par l’État au palais des Beaux-Arts de Lille, qui en a entrepris leur restauration en 2016 en vue d’une présentation au public dans le musée à l’occasion des Journées européennes du patrimoine 2016.

## Histoire de la découverte
En mars 2013, un diagnostic archéologique est conduit par l’INRAP, sous forme de tranchées réparties sur un terrain où un immeuble doit être construit à Orchies. Le diagnostic est dirigé par Ludovic Debs assisté de Vaiana Vincent. Ce diagnostic est situé dans la partie médiévale de la ville jusqu'ici très mal connue. 
Le diagnostic a pris la forme de 5 tranchées qui se sont toutes arrêtées sur les niveaux d'habitat des 13-15e siècle. Dans une des tranchées, le terrassement met au jour dans une fosse plus récente un bloc de calcaire qui apparaît être un morceau de sculpture présentant des plis de vêtements. Il s’agit d’une sculpture incomplète et brisée en plusieurs morceaux, dont l’un involontairement endommagé par la pelleteuse. La fouille de la partie de la fosse située dans la tranchée révèle d'autres éléments lapidaires qui conduisent à décaper entièrement la structure. Trois autres sculptures presque intactes sont dégagées, dont deux d’une qualité exceptionnelle. 
Deux statues sont posées sur le fond de la fosse, l’une sur le dos, l’autre face contre terre. Une troisième, couchée de biais entre elles, repose sur le côté droit. La dernière, plus petite, repose sur le dessus, en partie sur la troisième. Elle a été installée alors que la fosse était déjà partiellement comblée.
La découverte des statues sortant du périmètre habituel d'un diagnostic archéologique, l'Inrap et la DRAC décident de fouiller la fosse de façon exhaustive et de prélever les statues qui sont déposées au centre archéologique de l'Inrap à Villeneuve d'Ascq. La conservatrice du département Moyen Âge et Renaissance du Palais des Beaux Arts de Lille est alors contactée pour apporter son expertise.

## Histoire, provenance des sculptures
Le lieu : les archéologues ont découvert sur le site les restes de deux ou trois bâtiments aux sols de terre crue et dont les murs étaient construits sur solins de grès ou sablières basses en bois.
Ces bâtiments  sont datés du Bas Moyen Âge (de la fin du XIVe ou du XVe siècle). Ensuite le terrain semble avoir été transformé en jardin jusqu’au début du XIXe siècle. 

En profondeur, l'étude stratigraphique a révélé des sols anciens argileux sur environ un mètre d'épaisseur. Ces sols conservent les traces de fours et de foyers qui pourraient dater de la fin du XIIIe à la fin du XIVe siècle. 
Au XVIe siècle, la ville est en déclin économique, ce qui pourrait expliquer que des maisons aient été remplacées par des jardins.
La fosse, selon les données disponibles dans les cartes anciennes et dans le cadastre napoléonien (il existe une Carte de la commune en 1570, faite par Jacob van Deventer et un plan cadastral de 1817), a probablement été creusée dans un terrain qui était alors un verger ou un terrain vague, et qui a ensuite été construit.
Le contexte historique : La question s’est rapidement posée de savoir si la fosse était un dépotoir ou une cache. 

L’hypothèse d’une cache creusée à la hâte semble la plus vraisemblable, pour plusieurs raisons : les statues de pierres cassées ou réformées étaient autrefois généralement enfouies au plus près de l’édifice d’où elles provenaient, ou des tailleurs ou maçons les réutilisaient à proximité, comme matériau pour construire des murs, des seuils, consolider des fondations, etc. En outre selon le rapport de l'INRAP, plusieurs indices montrent « peu de temps entre l’ouverture de la fosse et son comblement ». La fosse ne semble pas contenir les objets habituellement trouvés en quantité dans les dépotoirs médiévaux.
Les quatre sculptures ont été volontairement déposées dans une fosse unique, avec soin mais sans avoir été par exemple emballées dans des tissus, ni déposées sur de la paille, dans des caisses ou protégées par du bois. Elles ont été déposées à même le fond de la fosse qui a ensuite été comblée avec la terre issue du creusement de la fosse.
Deux indices permettent de préciser la date d’enfouissement : le mobilier céramique trouvé dans la même fosse, étudié par Vaiana Vincent, peut être daté de la seconde moitié du 18e siècle et le cadastre napoléonien montre qu’il y avait à cet endroit en 1817 un bâtiment. Les sculptures ont donc été enfouies entre 1750 et 1817.
Cette datation permet de penser à un lien avec la Révolution française et fait envisager un enfouissement de sauvetage, peut être effectué dans la précipitation pour éviter que les sculptures ne soient vandalisées. Plusieurs éléments historiques plaident en la faveur de cette hypothèse : les archives ont gardé la mémoire d’un bûcher où en place publique d’Orchies des révolutionnaires ont brûlé tout ou partie du mobilier en bois de l’église paroissiale. On peut imaginer qu’une partie de la population ait voulu protéger ces éléments patrimoniaux. On sait aussi que ce site est situé à 250 m environ de l’ancienne église (médiévale) et à la même distance du couvent des Capucins (mais qui date lui du début du XVIIe siècle).
Une fois protégées dans le sol, ces statues semblent curieusement avoir été oubliées. Plusieurs hypothèses pourraient expliquer cet oubli, en particulier selon l'INRAP « la construction d’un bâtiment peu après » sur le site aurait pu empêcher une récupération des sculptures par ceux qui les ont cachées. Selon les premières recherches, aucun document ne semble faire allusion à ces sculptures ou à leur enfouissement, mais les archives régionales qui étaient très riches ont été en partie détruites ou dispersées par divers événements dont la Réforme, la Révolution française, la guerre de 1870 et les deux guerres mondiales.

## Deux paires de sculptures

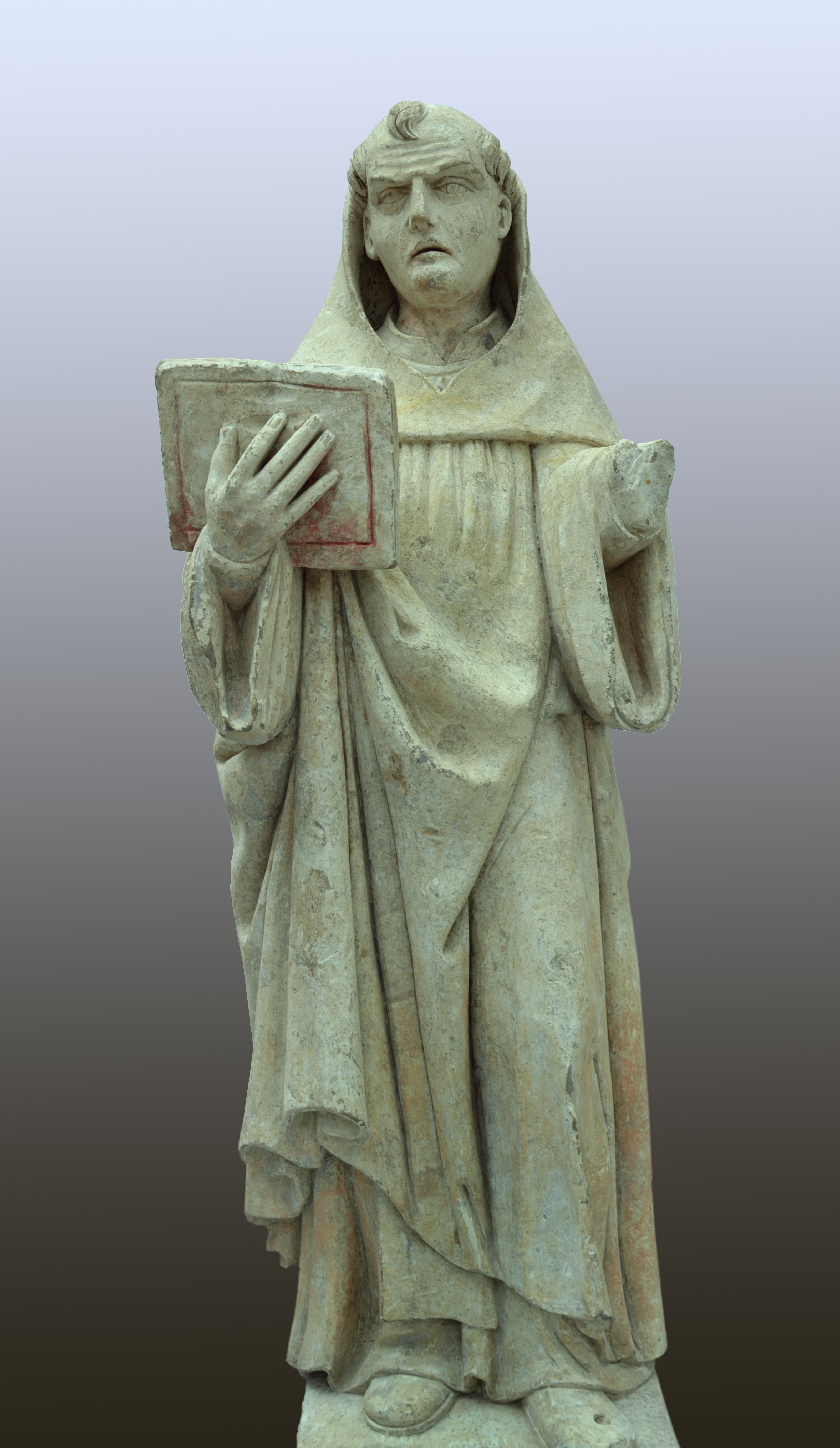
Saint moine (non identifié à ce jour), en robe de bure et capuce.

Dans les quatre cas, le revers des sculptures est plat et ou plus ou moins évidé, avec des traces d’outils (ciseaux, gouges) encore bien visibles. Ceci montre qu’elles n’ont pas été conçues pour être vues sous toutes leurs faces. La partie haute de l’une d’entre elles (Marie-Madeleine) est pourtant finement traitée pour le haut du dos, de dessus et l’arrière de la tête.

### Deux sculptures de moines
Dans le second groupe, ces deux sculptures, plus petites que les deux autres, bien que de bonne facture sont traitées de manière plus sommaire et sont toutes les deux en calcaire de l'Avesnois. Les deux moines sont représentés debout et en robe de bure et capuce monastiques.

#### Moine 1
Saint moine non identifié (deux fragments) de la seconde moitié du XVIe ou du XVIIe siècle, d'une hauteur de 79 cm. Le capuchon indique son état de moine, et il s’agit très probablement aussi d’un saint. C’est la première des quatre sculptures à avoir été découverte parmi les « Belles du Nord » ; elle était déjà incomplète et déjà cassée en plusieurs morceaux quand elle a été enfouie à Orchies. 
La tête manque mais les restes d'un clou de fer forgé encore fiché à l'emplacement du cou montre que la statue avait probablement déjà été cassée et réparée. Les deux grands morceaux ont été retrouvés au-dessus des autres statues (et l'un d'entre eux a été endommagé par une pelleteuse lors du décapage du sol superficiel en début de chantier de fouille).

#### Moine 2
Ce saint moine, comme le précédent n'a pas pu être identifié, car l'attribut le désignant a été perdu. 
Cette sculpture est datée de la seconde moitié du XVIe ou du XVIIe siècle et mesure 90 cm de haut. Elle est presque complète ; il lui manque la main qui tenait les attributs qui auraient permis de désigner le saint en question.  
Un trou encore visible dans le pied (voir photo) montre que le moine devait probablement tenir un bâton ou une crosse.
La forme du visage et les traits exagérément expressifs (front soucieux) vus de près laissent penser que la sculpture était faite pour être posée en hauteur et peut-être vue d'assez loin (dans une niche ou contre une colonne par exemple). 
Couleur : Cette sculpture présente des traces de polychromie (avec trois couches successives encore localement visibles, avec probablement au moins un repeint pour la (re)mettre « au goût du jour »). 
Les premières données ne permettent pas de savoir si ces couleurs ont été posées sur la pierre dès l’origine, ou si la sculpture a été peinte plus tardivement. 

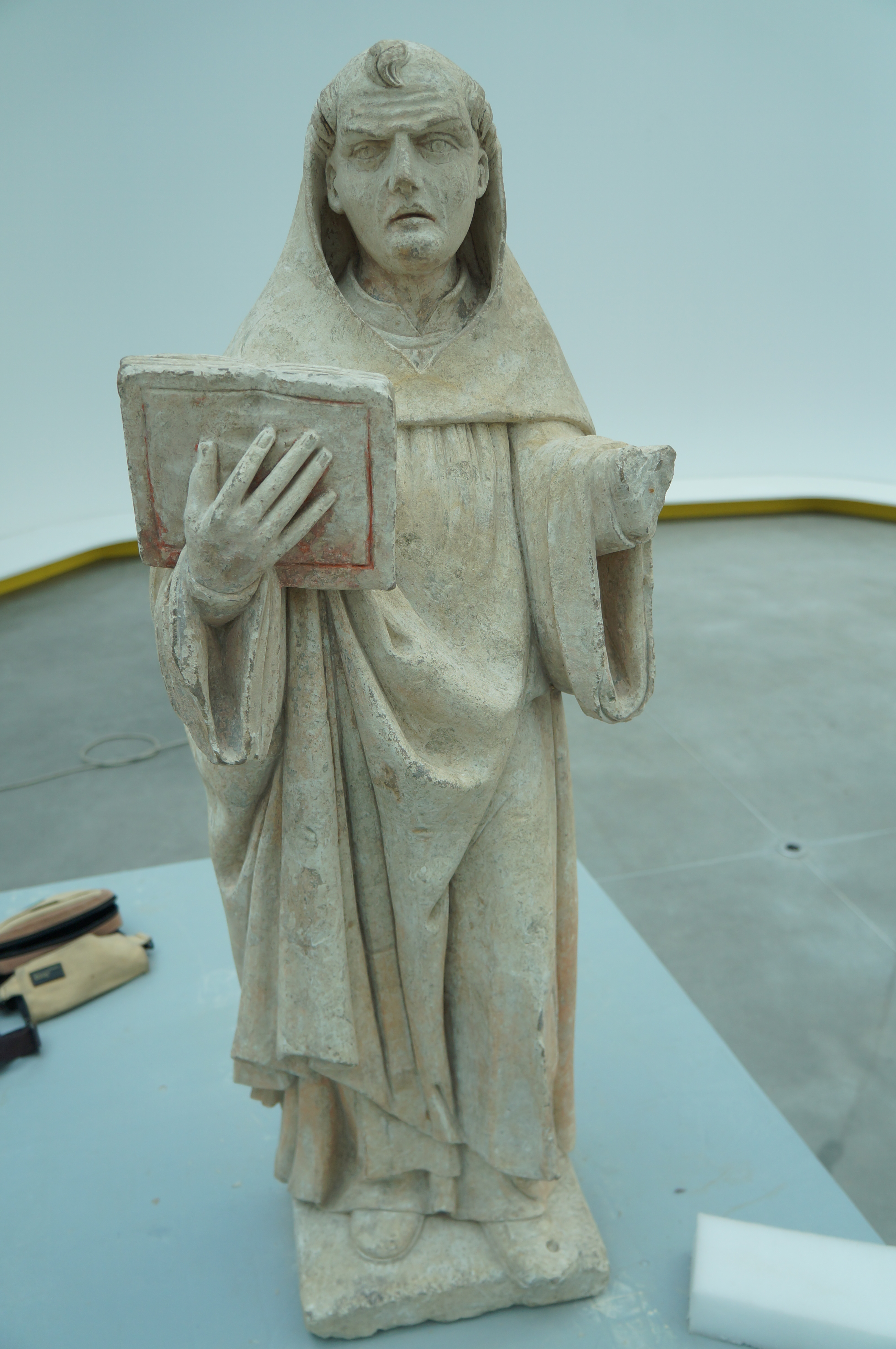
Moine 1.
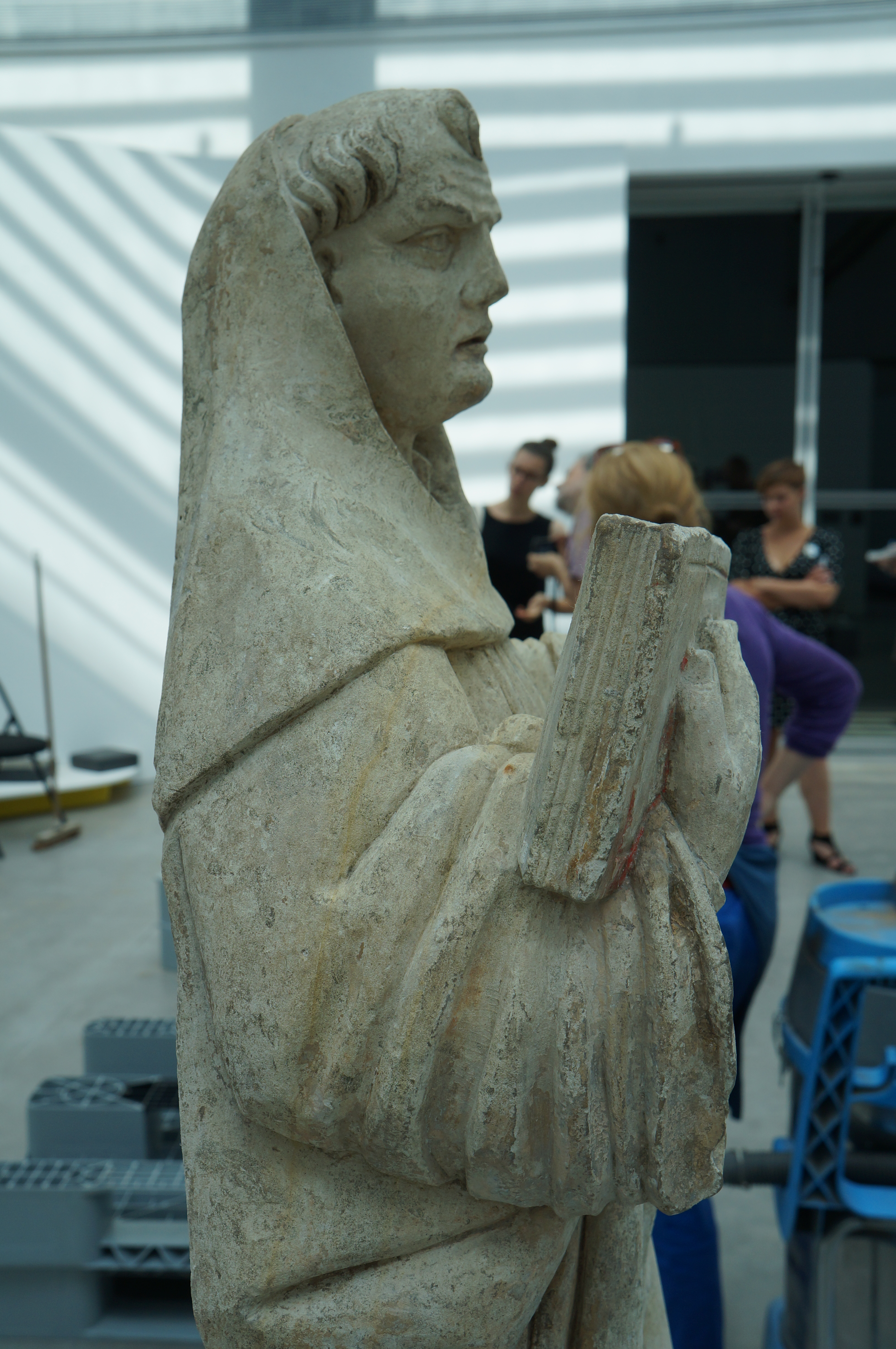
Moine 1 (profil).
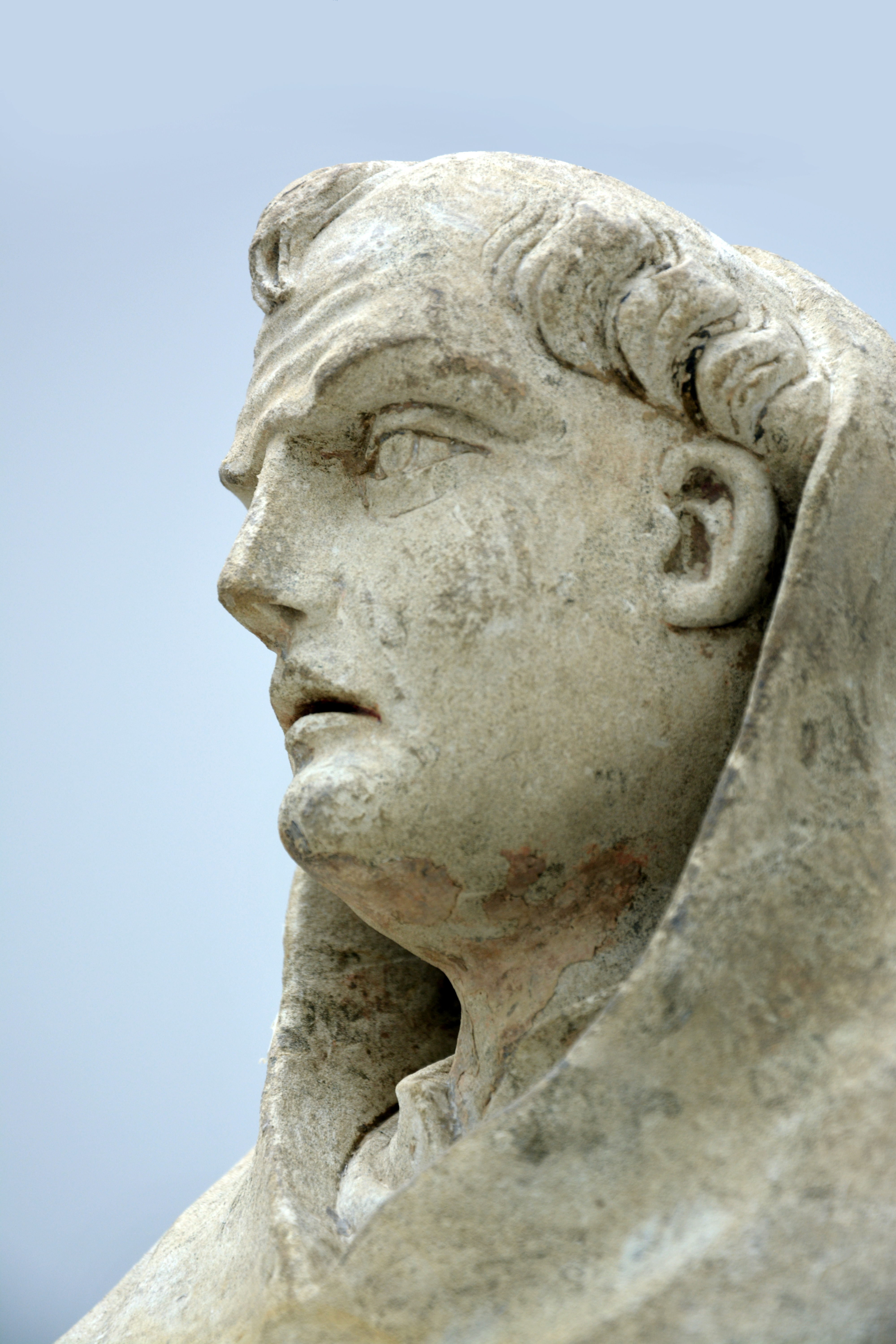
Moine 1 (visage).
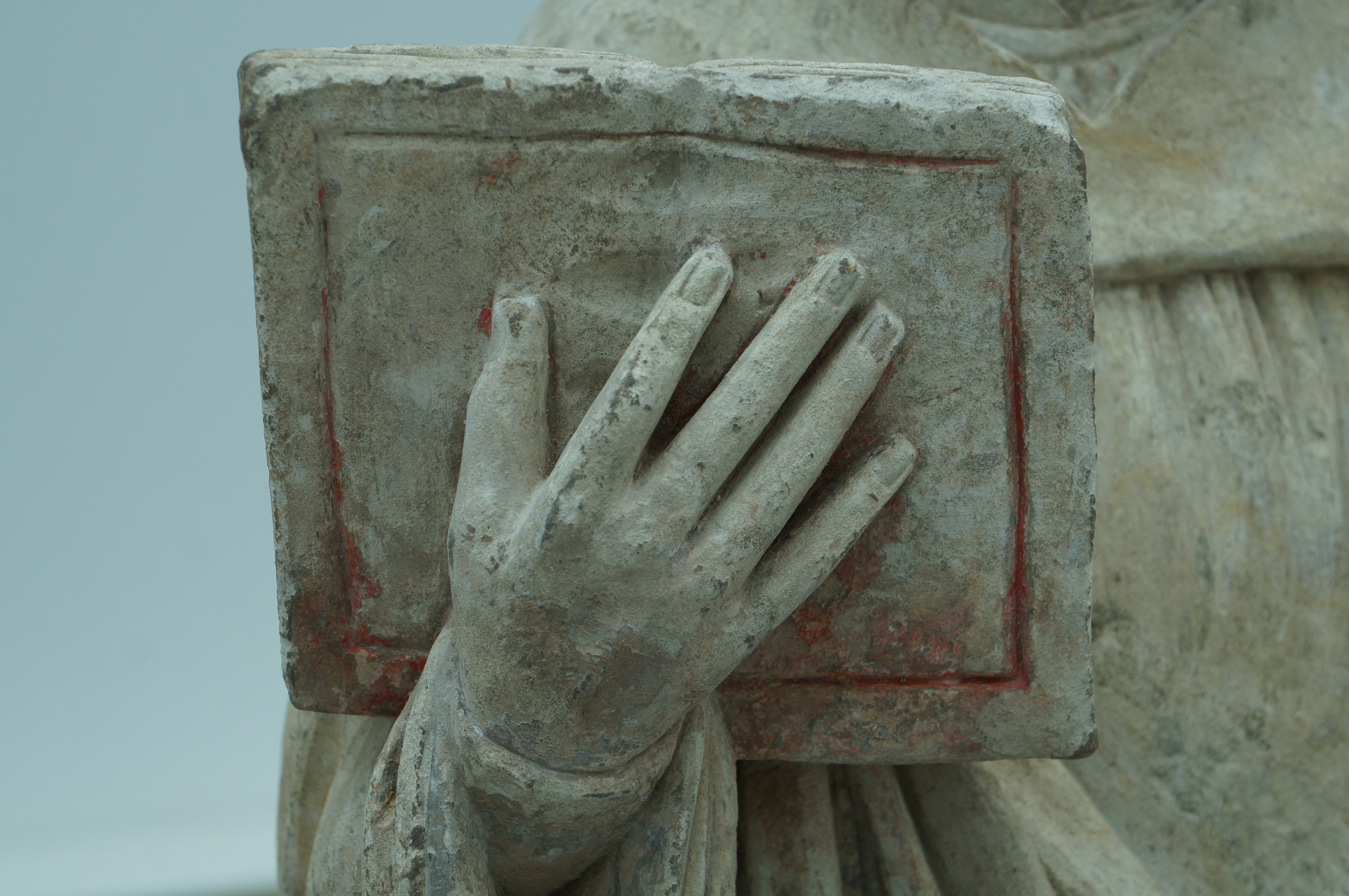
Moine 1 (main droite, détail).
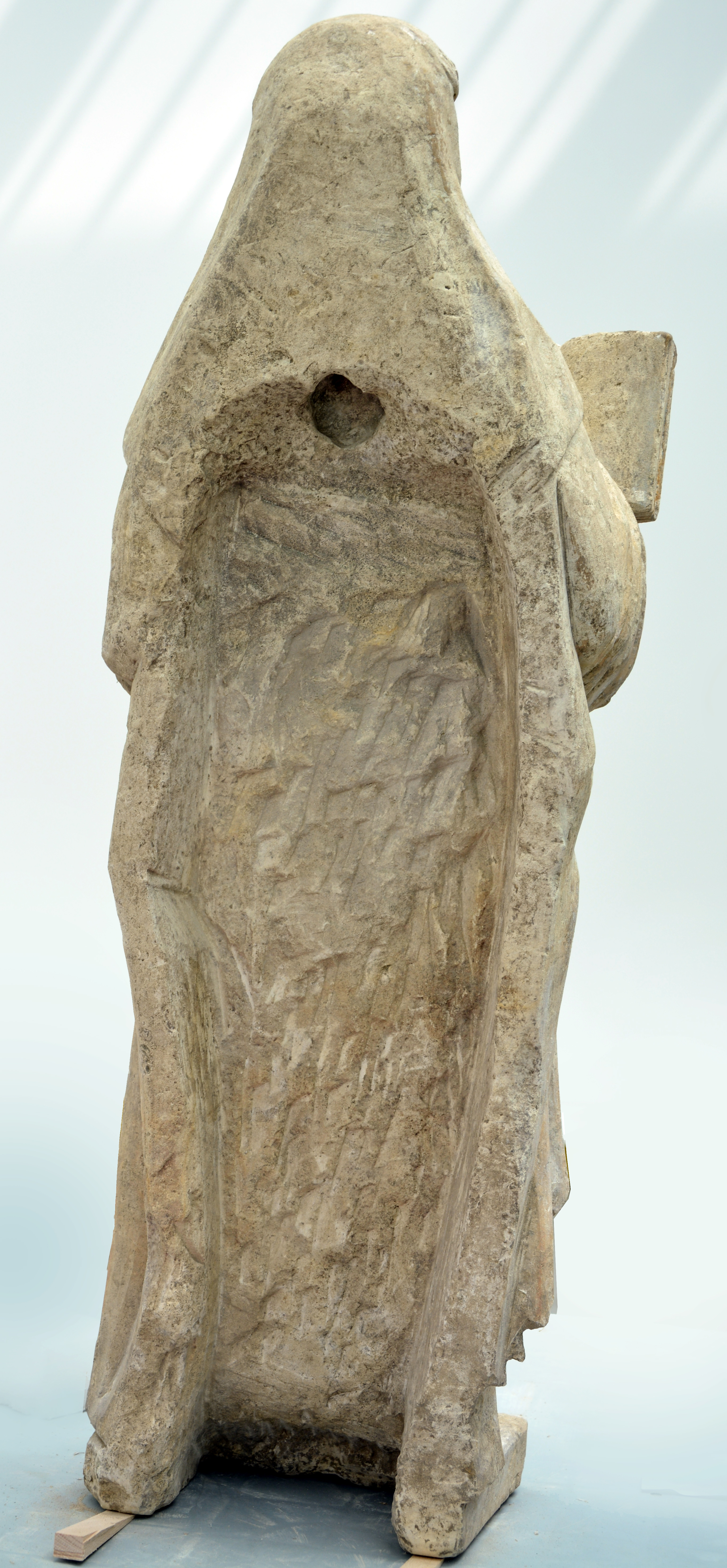
Moine 1, dos évidé.
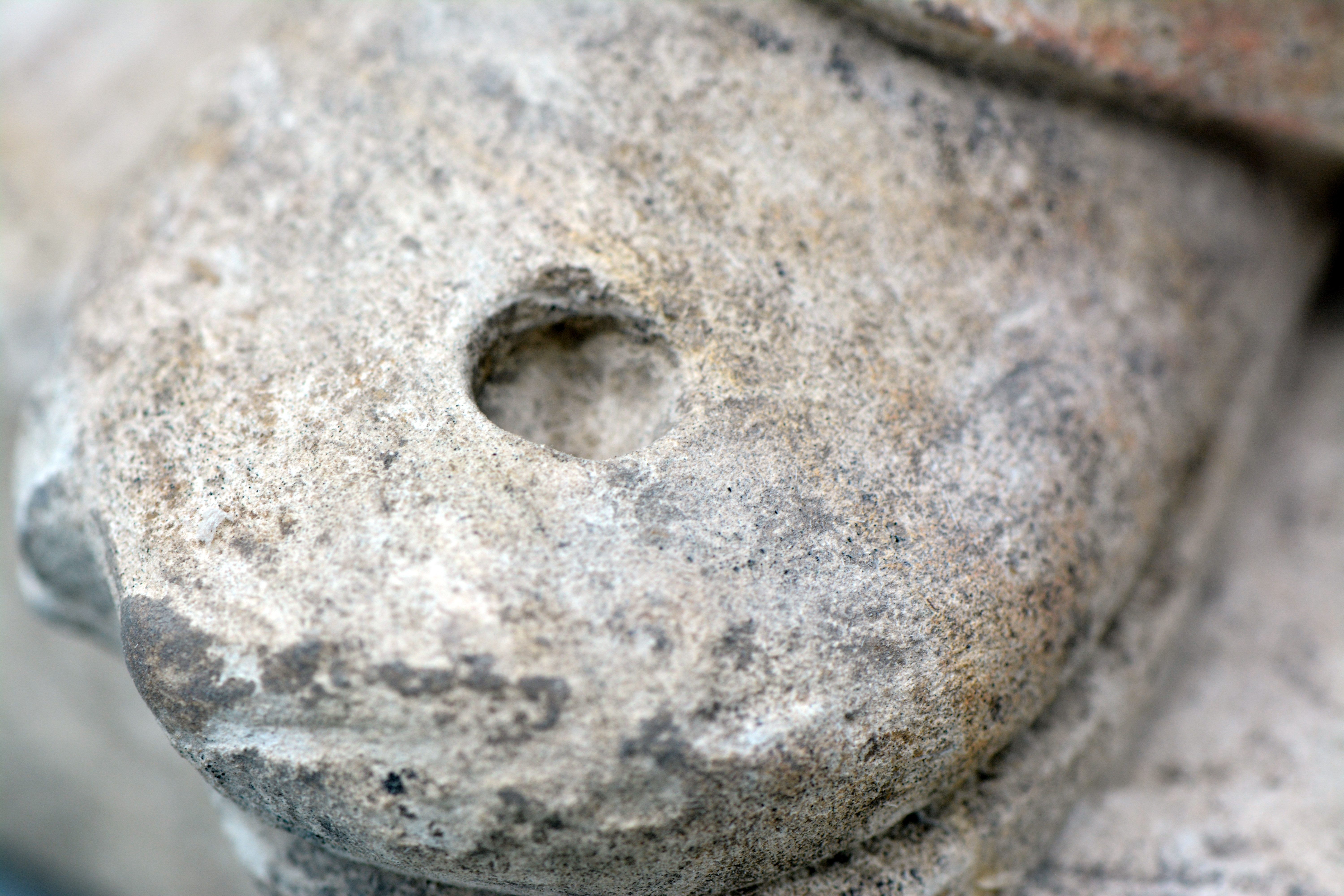
Moine 1, pied gauche et trou.
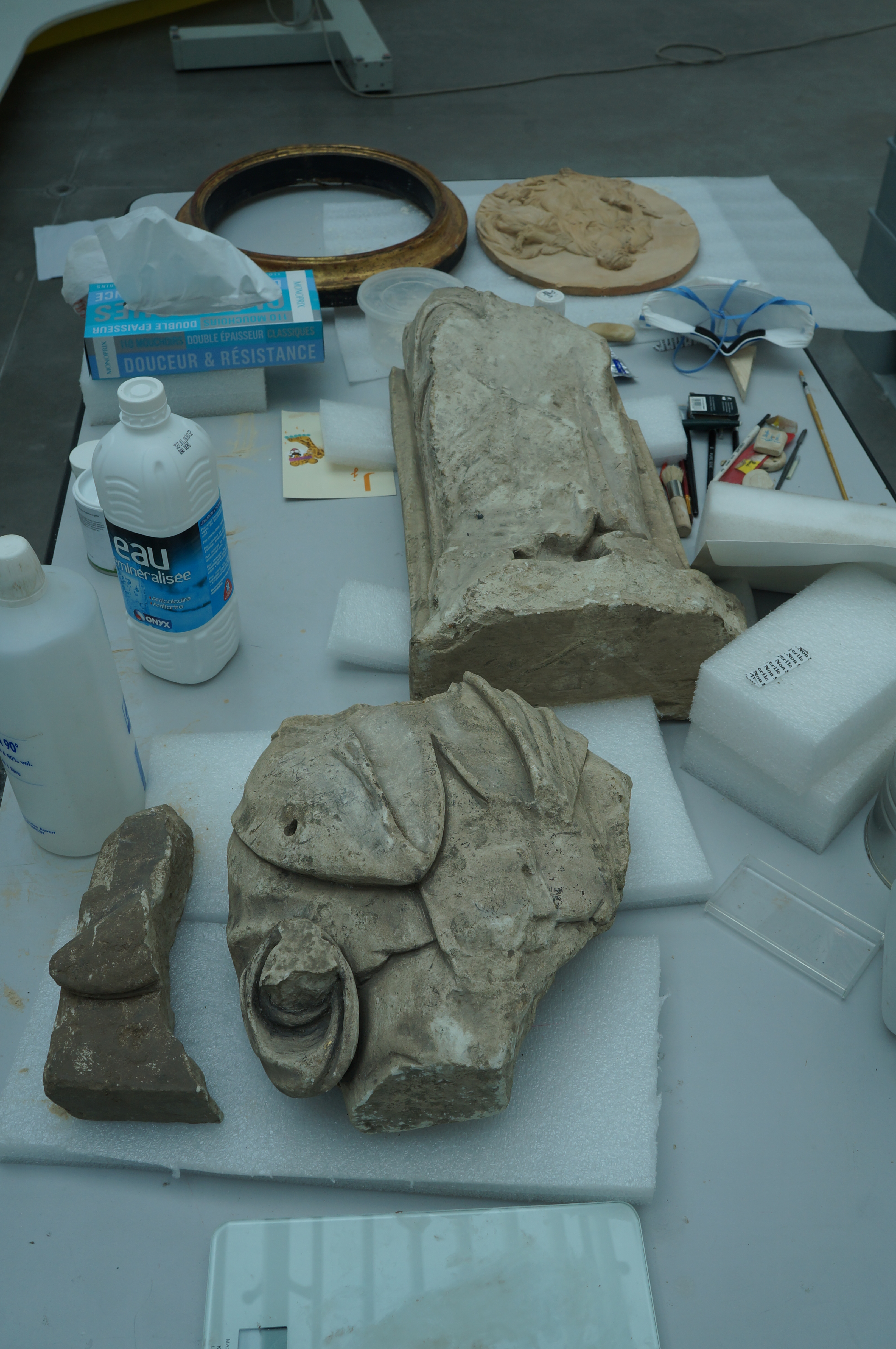
Moine 2, fragments en cours de restauration.

### Deux sculptures de saintes
Ces deux sculptures sont nettement plus grandes que les précédentes. Il s’agit d’une représentation de deux saintes importantes dans l’histoire de la chrétienté. Elles sont traitées dans un style légèrement différent et leurs visages et chevelures sont très différents, et tous deux originaux, mais présentent certaines similitudes concernant la richesse et précision du traitement du vêtement, des bijoux et coiffures. 
D’après leur style, maniériste et exubérant avec des vêtements richement ornés dans les deux cas, elles sont datées d’une période probablement située entre 1520 et 1530. Les deux saintes ont été sculptées à une date assurément antérieure à celle de la construction du couvent ; elles pourraient donc plutôt provenir de l’ancienne église (détruite depuis et remplacée par une église plus récente, construite au XIXe siècle).

#### Sainte Agnès
Sainte Agnès ou Agnès de Rome est ici représentée en quasi ronde-bosse. 
Cette statue monumentale mesure 145 cm de haut. Elle est réalisée en calcaire de l'Avesnois (« calcaire de Houdain » plus précisément) et pèse entre 250 et 300 kg. Les historiens de l'art et archéologues estiment qu'elle a été sculptée entre 1520 et 1530. 
La sainte est présentée tête penchée vers le bas. Le dessus de la tête est sculpté sans détails, ce qui montre que la sainte était destinée à être disposée en hauteur. 
Le dos plat est évidé et doté d’une autre cavité, qui semble destinée à permettre de solidement accrocher la sculpture sur un mur, dans une niche ou sur une colonne. 
Cette sainte était selon la légende dorée une princesse orientale. Le sculpteur l’a présentée richement vêtue, et l’a dotée d’une coiffe complexe, avec de petites « plumes » cernant le front et les tempes, plumes dont on sait par d’autres sources qu’il s’agissait d’ornements métalliques. 
Chaque saint ou sainte était représenté doté d’un attribut qui permettait son identification par tous. Cette sculpture a perdu son « attribut » mais il reste sur le socle et un côté de la robe des morceaux des sabots de l’agneau qui désignait traditionnellement sainte Agnès. Cet agneau était debout sur les pattes arrière et s'appuyait sur la robe de la sainte, comme on le voit par exemple sur une statue de bois de Ste Agnès attribuée au « maître des figures féminines Eyckian » datée de 1435-1440 conservée par la municipalité de Tongres (Tongeren).
Couleurs : La sculpture a été polychrome puis décapée par grattage (avant d’avoir été enterrée). On ignore encore s’il s’agit d’une peinture originale ou postérieure à sa première installation. La main gauche a disparu. Elle était déjà cassée avant d’avoir été mise en terre. Au moins une partie de l’avant-bras a été recollé et a été retrouvé. 
Style et références : Le style de la sculpture peut faire évoquer une sculpture flamande (sur bois) de sainte Agnès (au mouton) provenant de Malines et conservée par le musée de Dijon représentant la sainte avec une robe« au corsage ajusté à encolure carré ». Ce type de corsage et d'encolure est considéré par certains historiens de l'art comme l’un des caractères et stéréotypes de l'art malinois. Une autre sculpture sur bois présente au musée de Cluny présente quelques similitudes avec cette œuvre.

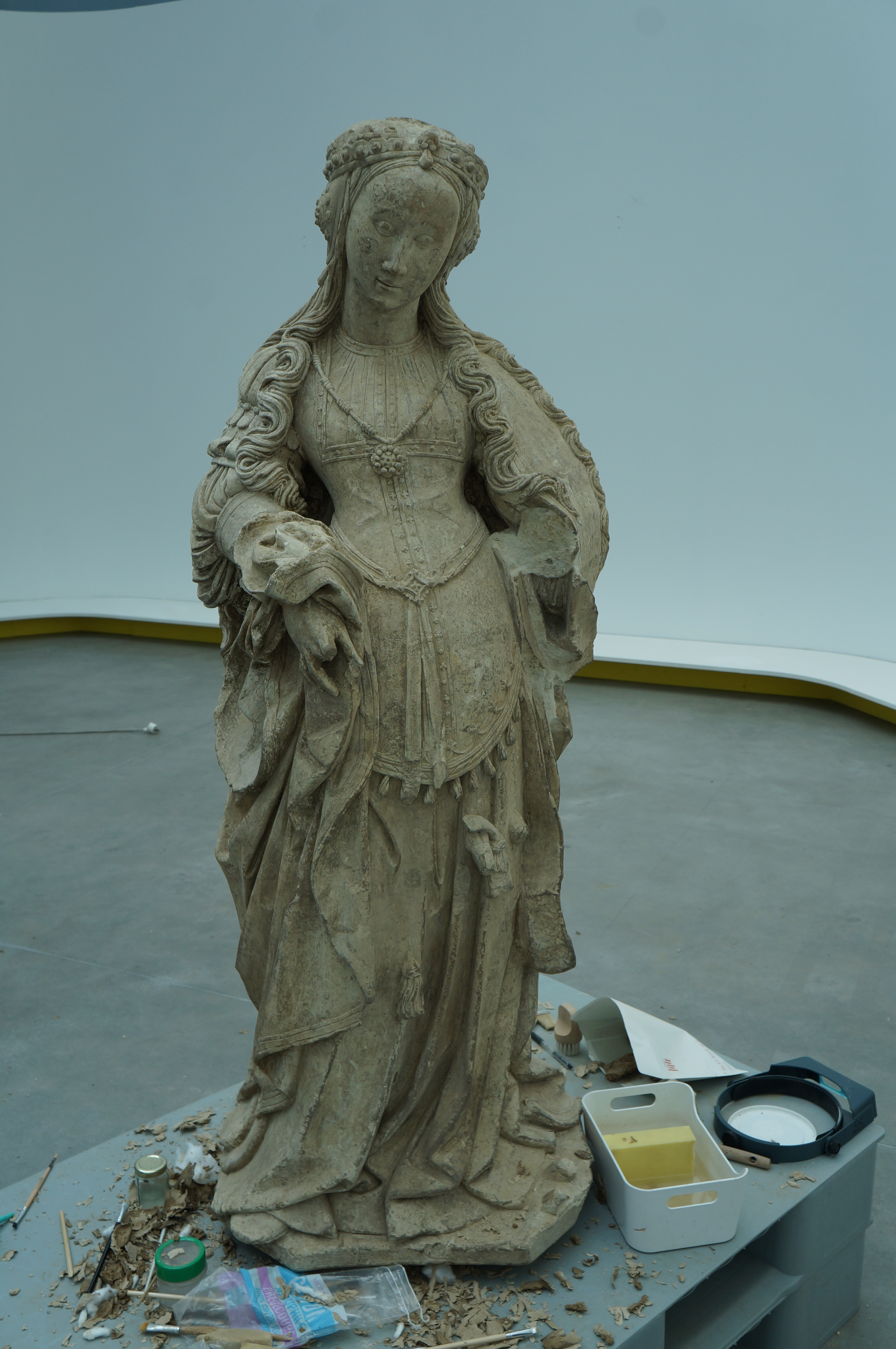
Statue de sainte Agnès en cours de restauration.
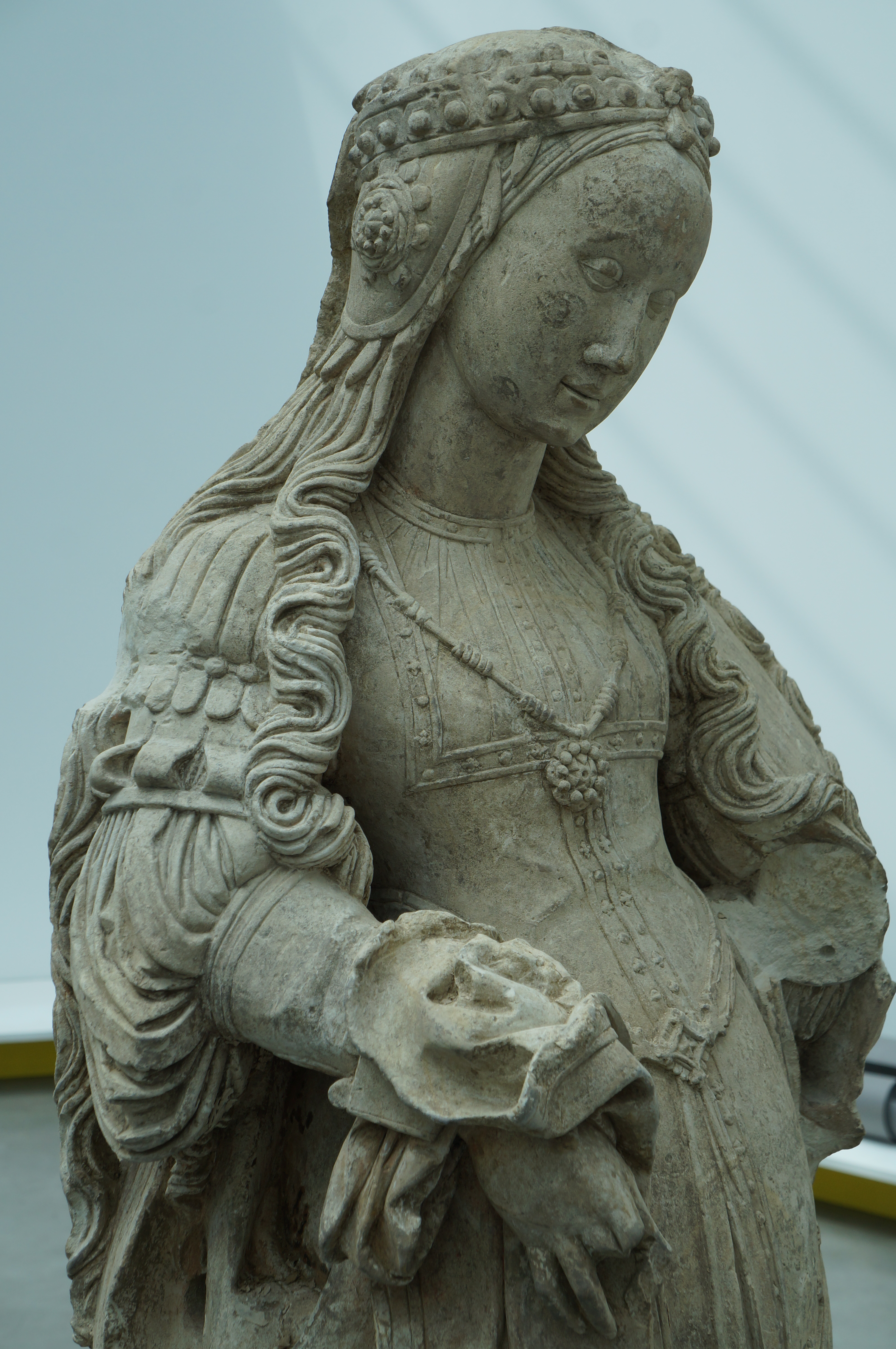
Sainte Agnès.
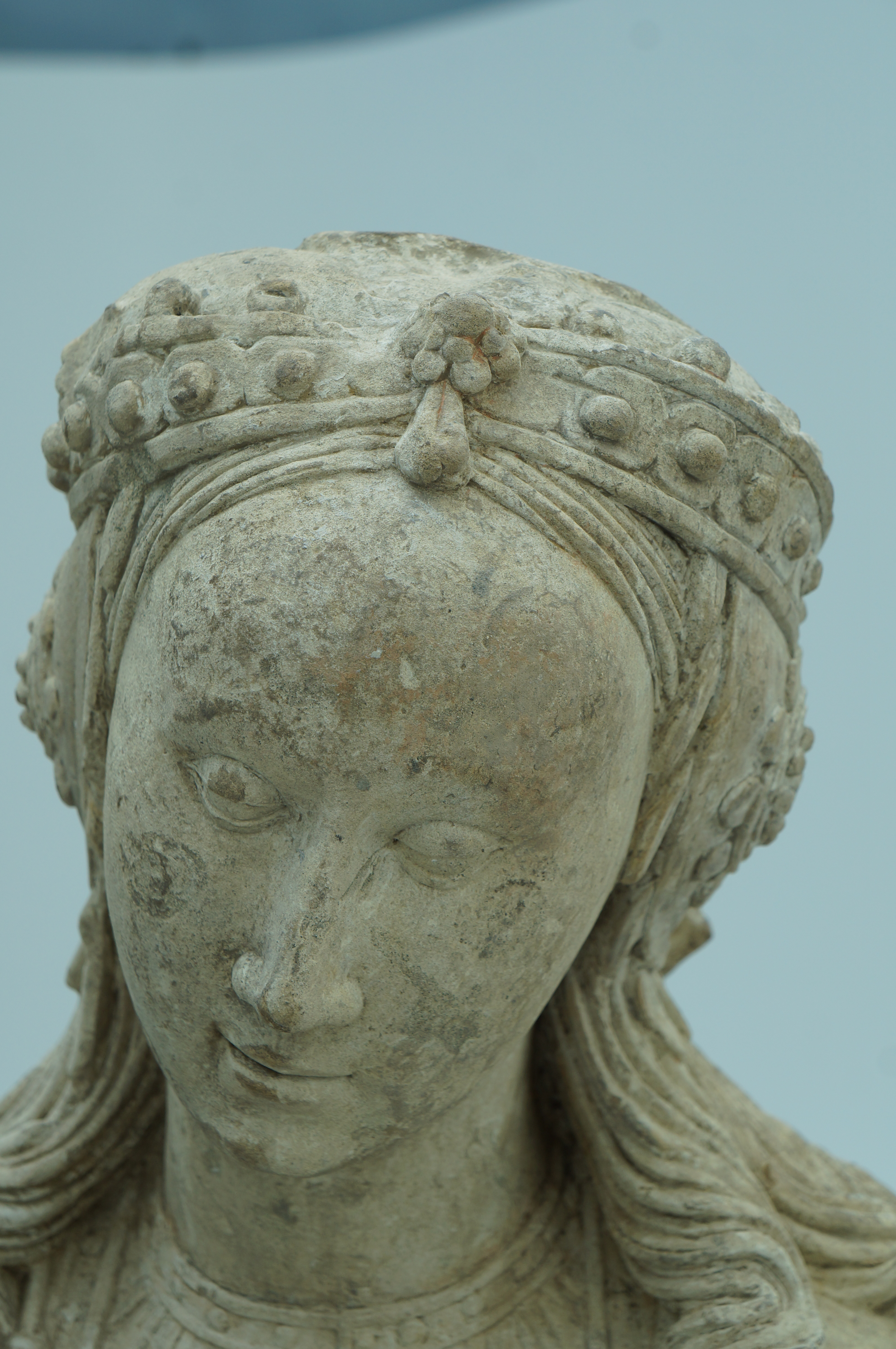
Sainte Agnès, détail du visage.
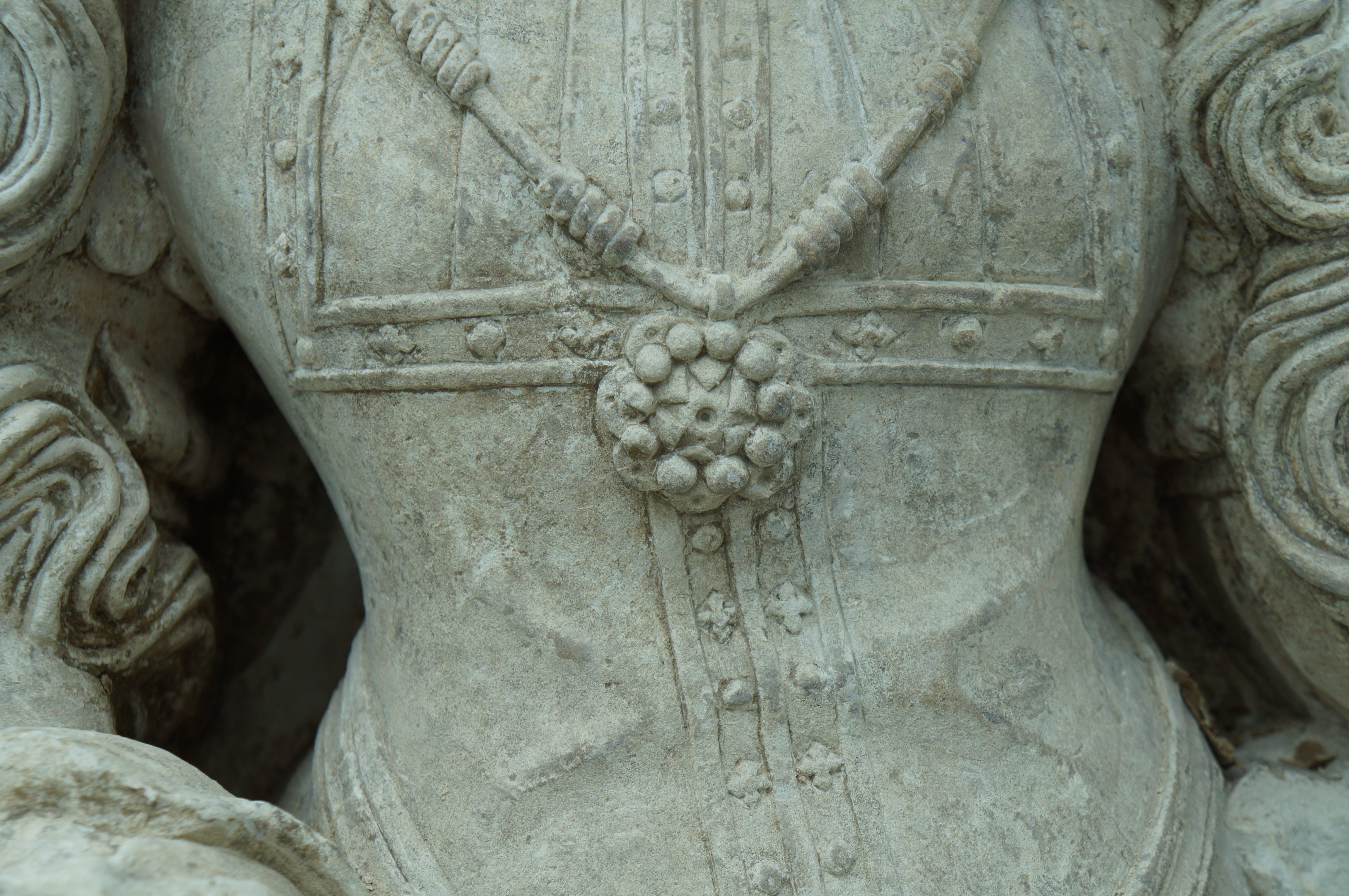
Bijou de sainte Agnès.
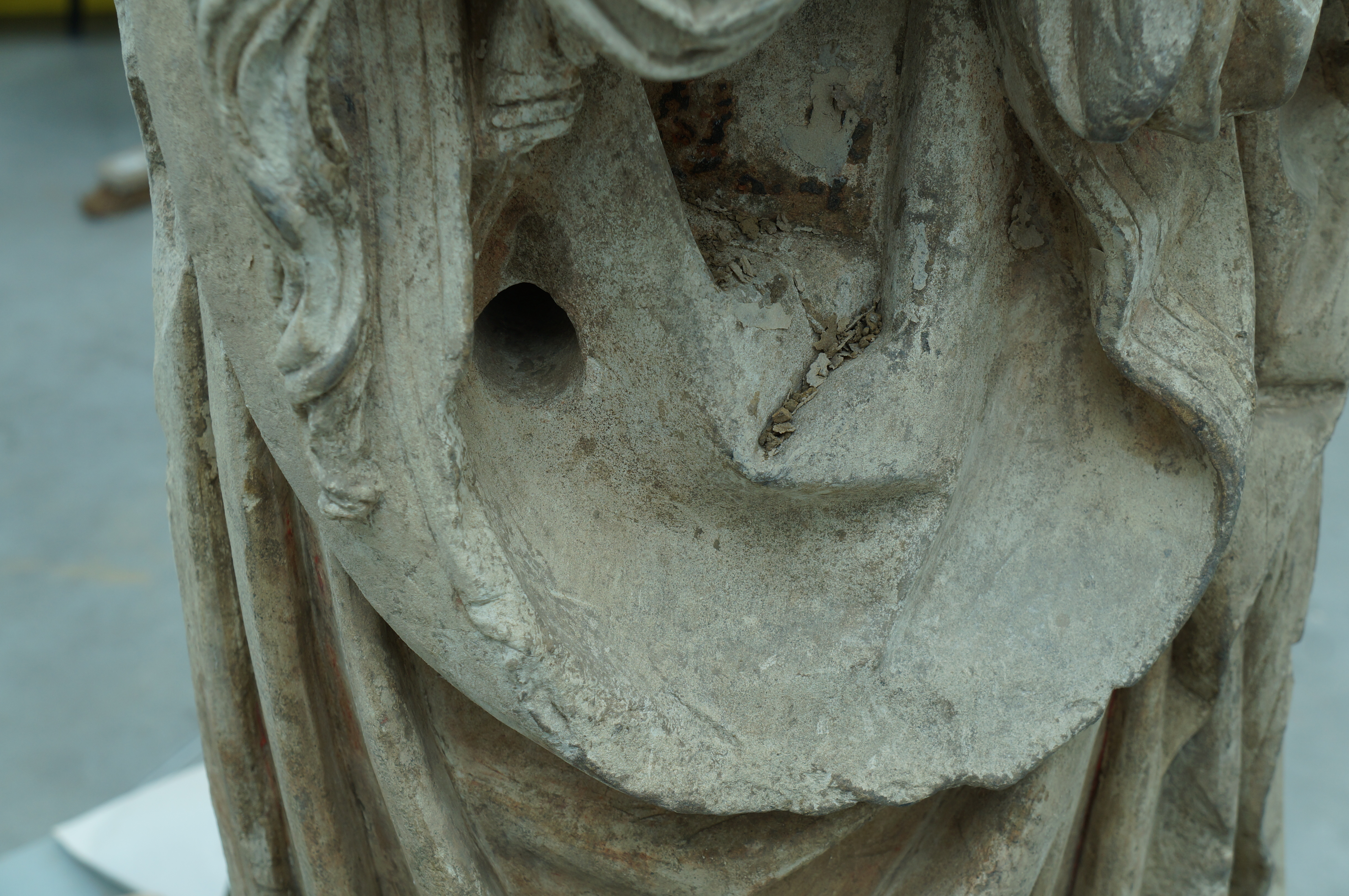
Trous de levage sur le côté.

#### Madeleine
Sainte Marie-Madeleine, probablement sculptée vers 1520 . La statue, de 123 cm de haut, présente beaucoup de détails : par exemple un livre dont une page est abimée et dont le coin est replié, des bijoux, des tresses, etc. 
La sainte est identifiable dans l'iconographie chrétienne par son pot à parfum ou à onguent ou « vase à nard » qui lui a servi à oindre le Christ. (à décor de torsades ; décor assez courant fin XVe et début XVIe siècle) ; ce pot est en effet une référence au rôle que lui attribuent les Évangiles, « puisqu’elle nettoie les pieds du Christ lors de l'épisode du repas chez Simon. Marie-Madeleine est ici figurée avant son repentir et son départ au désert ». Les vêtements comportent une petite chemise plissée, avec un grand décolleté carré avec décor, des broderies, etc. La sculpture a autrefois été peinte, mais la couleur en a été grattée avant la mise en terre, ce qui peut traduire un changement de goût en faveur de sculptures blanches ou monochromes. 
Les longues tresses relevées sur la tête, de même que la pièce de tissu qui part de la coiffe et descend derrière la tête, et moindrement la coiffe peuvent faire évoquer d'autres pièces de la même époque, dont une sculpture en bois du XVIe siècle ; le reliquaire de sainte Balbina qui a la forme d'un buste de femme probablement sculpté (vers 1520-1530) et qui pourrait provenir du sud des Pays-Bas ou de Bruxelles. Ce reliquaire est actuellement conservé au Metropolitan Museum of Art à New York ou encore une peinture de sainte Madeleine datée d'avant 1524-26 et attribuée à l'atelier du maître de 1518 (London National Gallery, no inventaire : NG719) voir diapo 27/34 ; ou encore - bien que moindrement- une sculpture malinoise (sur bois) de sainte Madeleine. Le couvercle du pot peut évoquer un tableau représentant Madeleine, peint sur bois de chêne par le « Maître de la légende de sainte Madeleine » ou son atelier entre la fin du XVe et le premier quart du XVIe siècle.
L'état de conservation de cette sculpture est exceptionnel : il ne manque qu'un morceau de l'une des tresses et quelques petits éléments du drapé. C’est la pièce la plus complète dont dispose le musée pour cette période de l'histoire de l'art. 

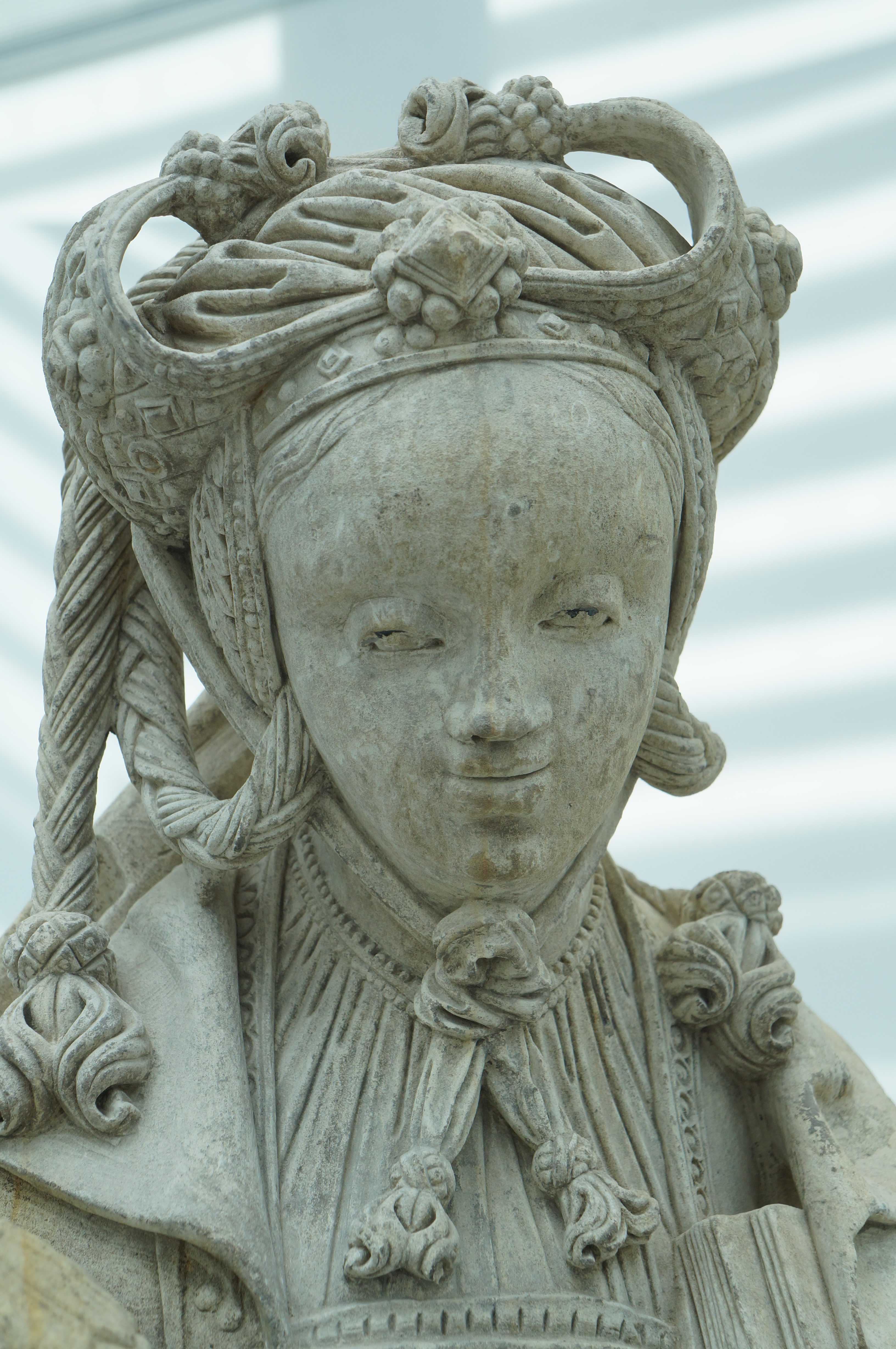
Marie-Madeleine, détail du visage.
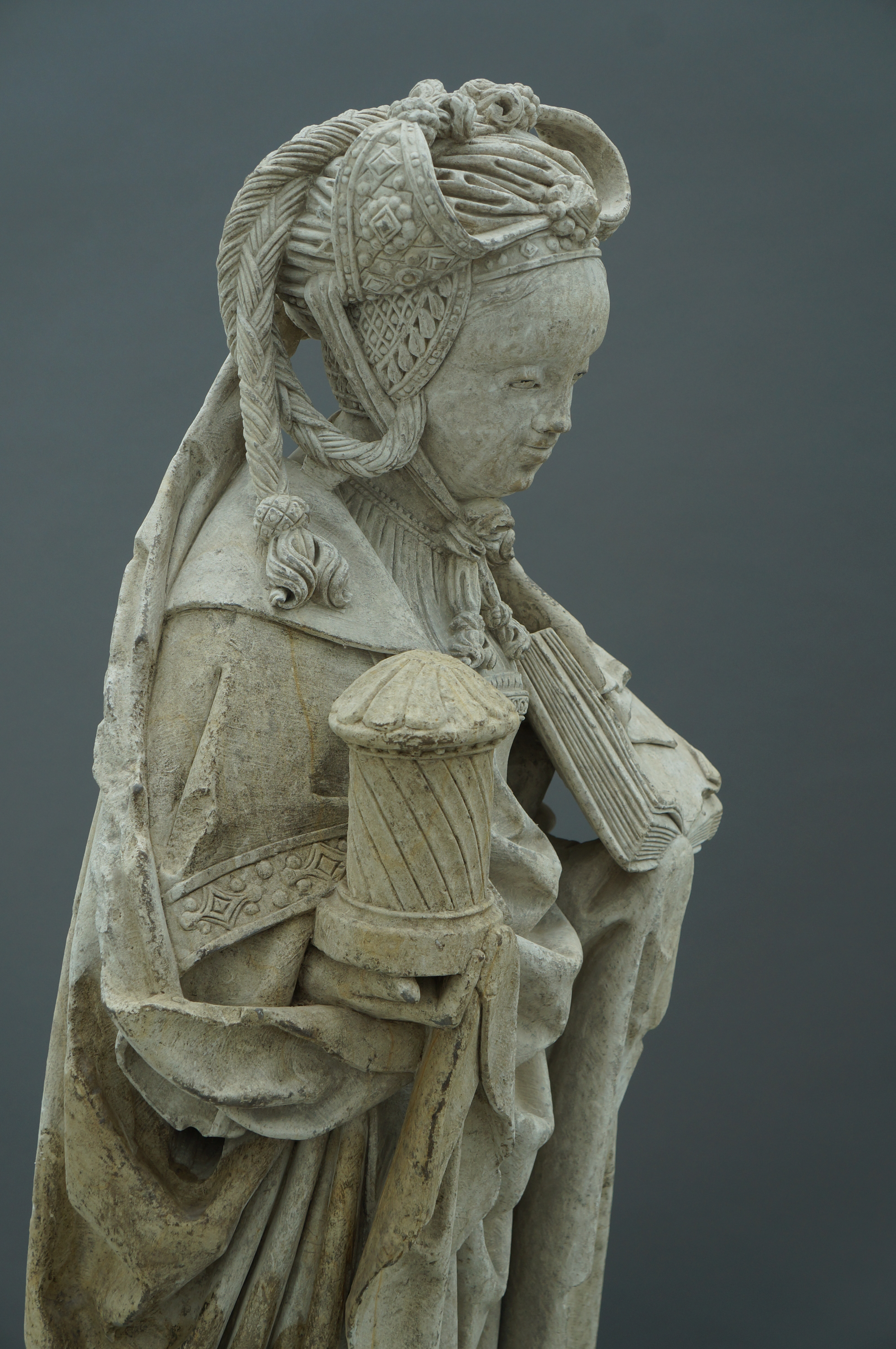
Marie-Madeleine, de profil.
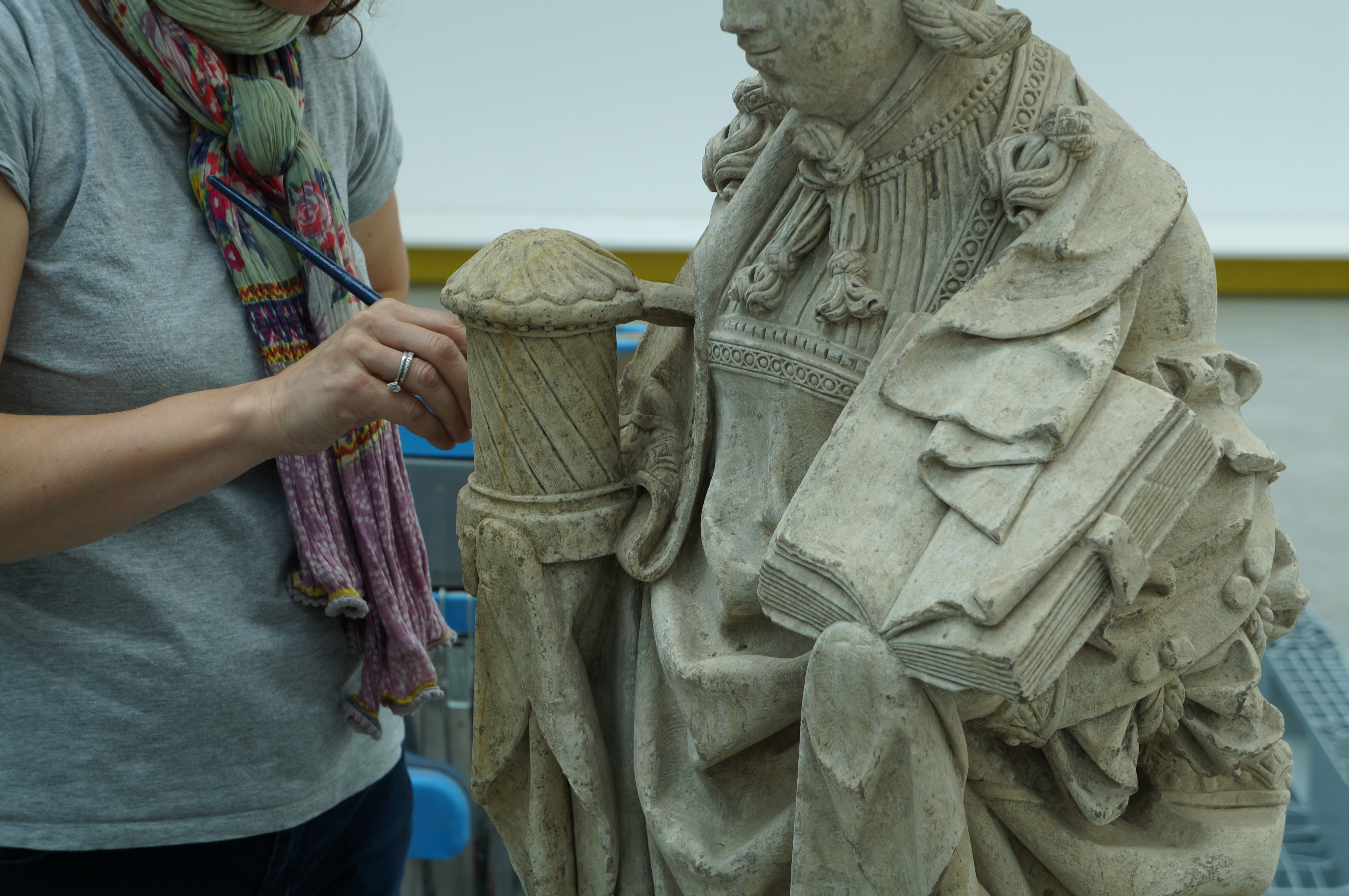
Marie-Madeleine, le livre.
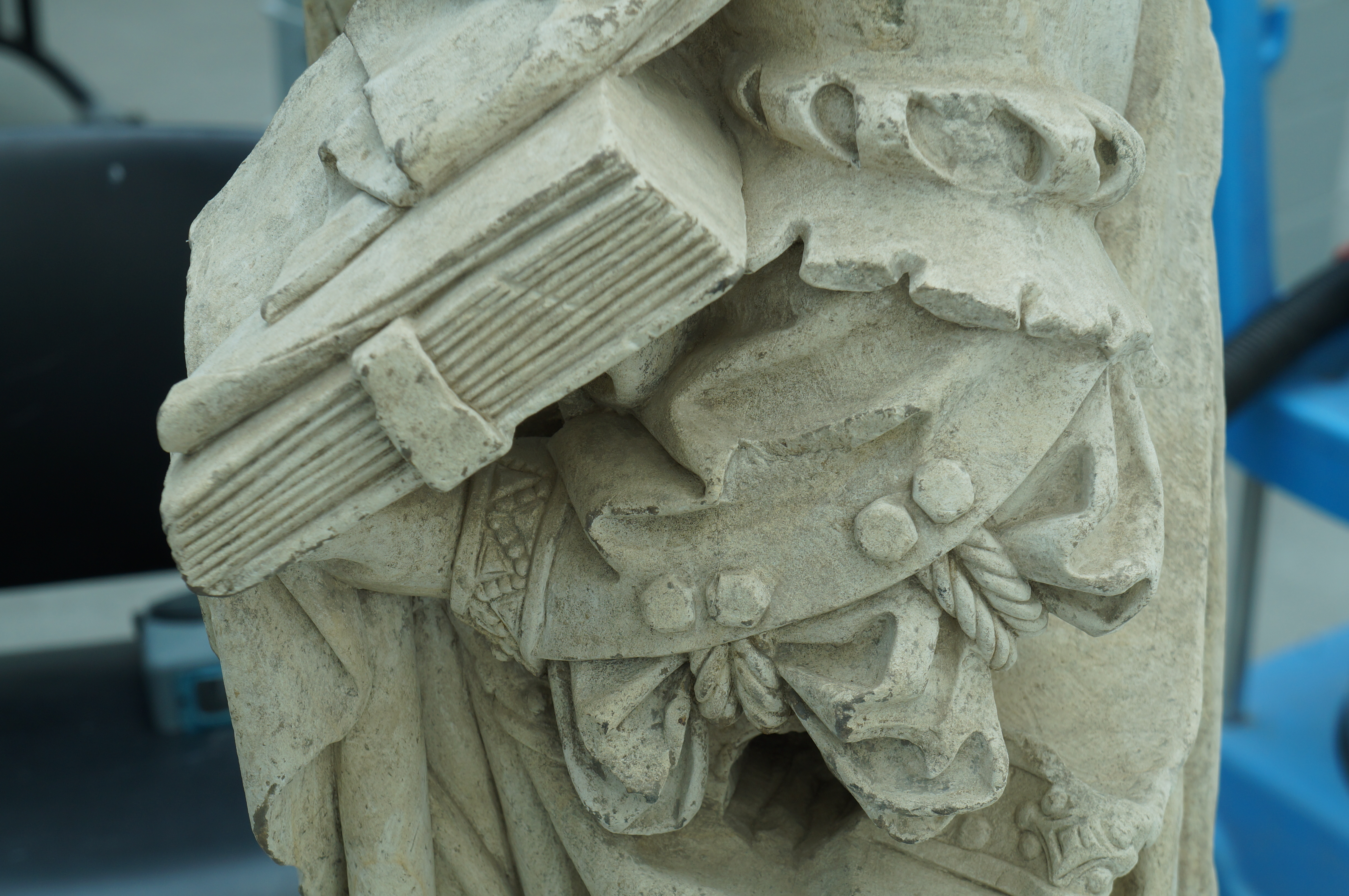
Marie-Madeleine, détail.
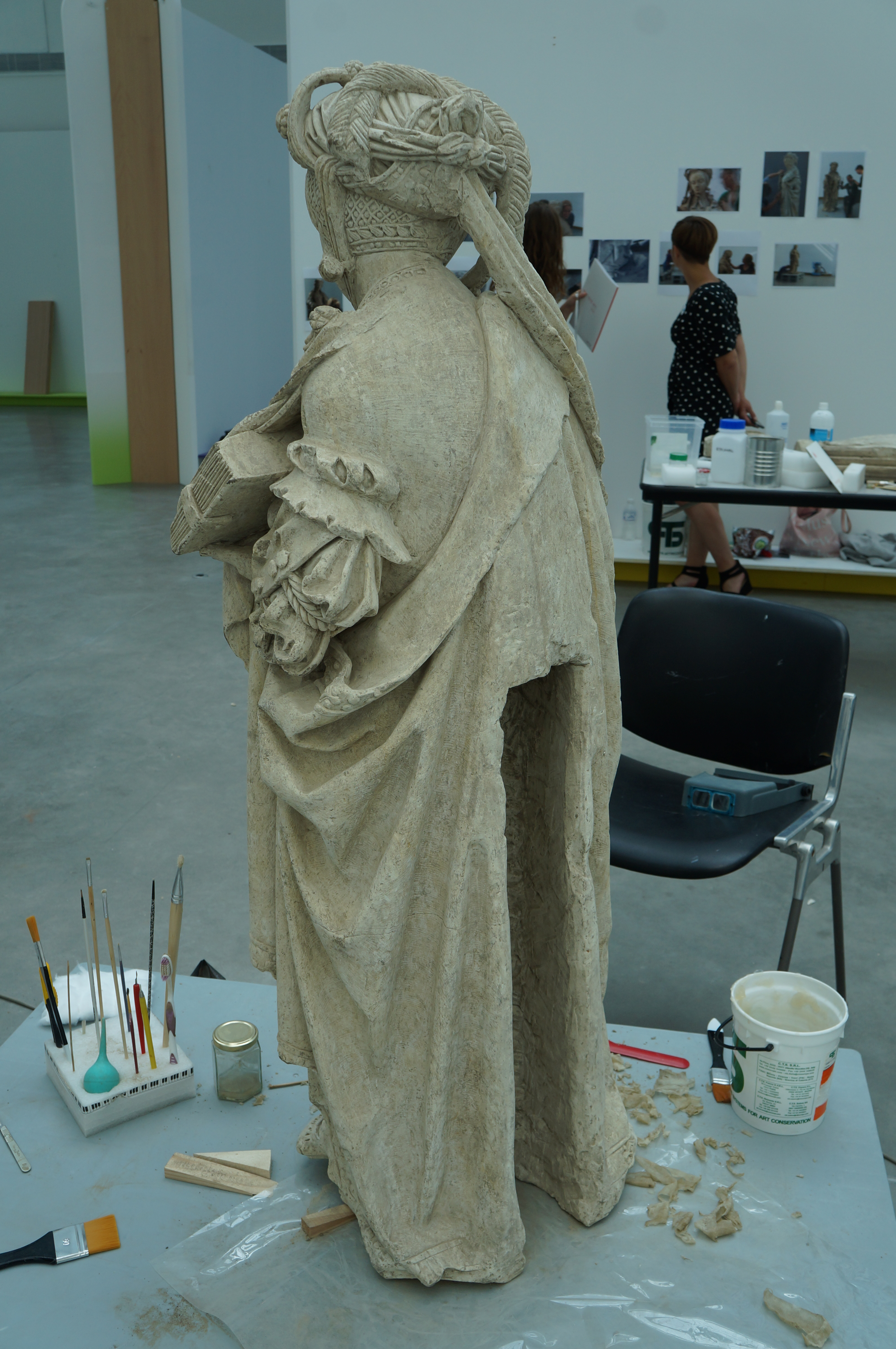
Marie-Madeleine, vue de dos.

### Le matériau

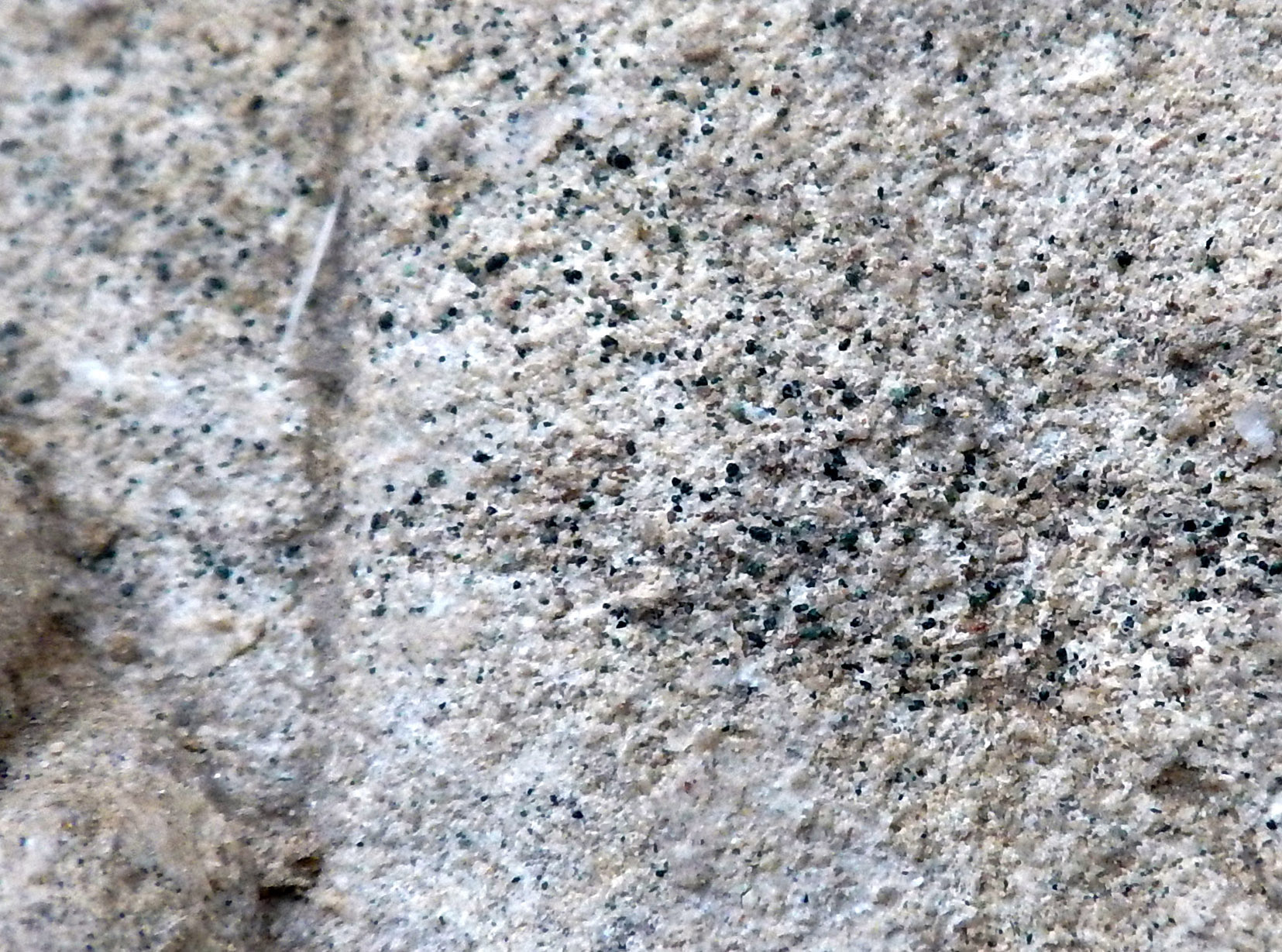
Détail de la surface de la sculpture de sainte Agnès. Les points noirs (en réalité vert-noir) sont des cristaux glauconiaux montrant que ce calcaire provient très probablement des carrières de « pierre de Hordain » (Avesnois, dans le département du Nord, de l'actuelle région Hauts-de-France).

Ces quatre sculptures ont été taillées dans de la pierre de Hordain provenant des carrières de l’Avesnois (identifiable par le type de glauconies qu'elle contient, visible sur la photo ci-contre). 
Cette pierre crayeuse était appréciée des sculpteurs de cette partie de l'Europe (on en retrouve dans divers lieux du nord de la France et jusqu’à Anvers et où elle était probablement acheminée par bateau via la Sambre et l'Escaut). 
Elle est en effet facile à travailler en permettant un très bon niveau de détail. Elle est cependant relativement fragile et sensible à l'eau et aux intempéries. Ces sculptures étaient donc autrefois situées à l’intérieur d'un bâtiment. Puis une fois enterrées elles ont été protégées des fluctuations de température et d’humidité et de la nappe par une terre très argileuse.
Ce matériau est par exemple identique à celui utilisé pour la « Vierge de Saint-Sauveur », considérée comme l’une des plus belles sculptures datées de cette époque pour la région.

### Datations
Elle fait encore pour la fabrication des 4 sculptures l'objet de recherche. Concernant l'enfouissement comme le signale l'INRAP, « les statues les plus récentes dans la fosse étant datées du XVIIe siècle, un enfouissement antérieur, notamment lors des guerres de Religion est exclu ».

### Les sculpteurs et leurs inspirations
À cette époque, les artistes ne signent pas encore leurs œuvres et une œuvre peut être réalisée par plusieurs artisans et artistes. 
Au vu des détails et du style de réalisation des deux moines, leur style a été désigné comme « régional ».
Pour les deux saintes, on manque d’éléments de comparaison en raison des nombreuses destructions d’œuvres d’art et de fonds d’archives qui ont eu lieu dans cette partie de l'Europe durant la Réforme, la Révolution, puis les guerres. Leur style est apparenté au maniérisme anversois (peut être inspiré de modèles dessinés de saintes et saintes qui circulaient (gravures sur bois) à l’époque).
Marie-Madeleine évoque une typologie artistique de la région de Mons, en raison notamment de la forme de son visage (encadré dans un triangle), son petit nez, l'absence de menton. Une figure proche orne par exemple le retable de l’église d’Horrues près de Mons avec des apôtres tenant un livre.
Sainte Agnès, dont le visage est très original, sans comparaison pertinente, évoque plutôt un style picard. Néanmoins cette statue semble plus complexe et réaliste alors que les sculptures picardes qui sont habituellement plus symétriques et plus simples.
Les costumes évoquent ceux des régions du Brabant et du Namurois à la fin du Moyen Âge, tels qu'on peut les retrouver notamment dans certaines œuvres exposées au musée des arts anciens du Namurois, mais le travail est différent pour chacune des deux grandes sculptures.

Un atelier local pourrait avoir réalisé ces deux œuvres qui diffèrent cependant significativement pour le traitement des drapés, des visages, des cheveux. Un travail de recherche en archive est mené par la conservatrice, Lætitia Barragué-Zouita, aidée par des universitaires et spécialistes ; il se poursuivra une fois les statues restaurées et font suite à celles effectuées par l’INRAP pour le rapport préliminaire  qui a servi pour préparer un premier article scientifique (pour la Revue du Nord). 
Le matériel céramique retrouvé dans la fosse a été étudié, pour recontextualiser la mise en terre des quatre sculptures. Peut-être que d’autres œuvres en réserve à Valenciennes, Douai ou Arras permettront d'affiner la datation des statues et leur histoire.
Les trous grossièrement taillés sur le côté des deux grandes statues sont sans doute des « trous de levage », par exemple pour une louve, comme en présente la vierge de Saint-Sauveur conservée au palais des Beaux-Arts de Lille, provenant de l'église Saint-Sauveur, mais dont on ignore l'histoire précise.

## La restauration

### Collaboration État-musée
En 2013, l'Inrap Nord-Picardie (« diagnostic prescrit par le service régional de l'archéologie », dépendant de la DRAC Nord-Pas-de-Calais) réalise à l’intérieur même de l'enceinte urbaine du XVe siècle un diagnostic qui est « le premier » à révéler aussi clairement l'occupation médiévale (parmi tous ceux déjà réalisés dans la commune).
En septembre 2013, après la découverte, le rapport de diagnostic est transmis au SRA.
En avril 2014, conformément au droit archéologique en vigueur, qui demande aux services archéologiques d'avertir le propriétaire en cas de découverte de ce type le SRA informe officiellement le propriétaire de la découverte en lui précisant qu’il a un an pour faire valoir son droit de propriété. Ce dernier dispose d’un an pour revendiquer la propriété des objets trouvés. Le propriétaire a dans le cas présent renoncé à la propriété et a (en février 2015) fait don à l’État de ces pièces. Ce type d’objet doit être exposé dans un musée labellisé « musée de France », ce dont Orchies ne bénéficie pas, son musée de la chicorée ayant même fermé depuis.
Le musée du palais des Beaux-Arts conserve actuellement la plus importante collection médiévale de la région et il a été associé très tôt à la découverte, notamment pour l’expertise. L’État se tourne naturellement vers lui pour la conservation de ces objets. La Ville de Lille a apporté son soutien à ce projet en acceptant le dépôt de l’État et en s’engageant à prendre en charge la restauration de cet ensemble.
En juillet 2015, les quatre sculptures sont mises en dépôt au palais des Beaux-Arts de Lille.
De novembre 2015 à janvier 2016, une étude est conduite par deux restauratrices pour notamment déterminer les méthodes de restauration les plus adéquates, évaluer le temps de travail nécessaire, et pour aider à retrouver d’éventuels autres fragments qui auraient pu avoir été cassés lors du transport, de l’enfouissement ou de la découverte de ces œuvres.
En mars 2016, les quatre statues sont officiellement confiées par l’État au musée du palais des Beaux-Arts de Lille qui s’engage à les restaurer et à les présenter au public.

Ce travail de restauration se déroule en 2016 (30 jours de travail environ pour chacune des grandes sculptures). Pour la première fois dans ce musée, la restauration des œuvres peut être observée par le public, de mai à août 2016, durant les heures d’ouverture du musée (mais derrière une grande vitre).
Une fois restaurées, ces quatre pièces seront présentées au public parmi un ensemble de peintures et sculptures flamandes du musée. Elles y contribueront à évoquer pour l’histoire de l’art le passage de l’art du Moyen Âge à la Renaissance.

### Financement participatif
Pour financer la restauration de ces pièces, estimée à 39 000 € pour la restauration et un total de 50 000 € à leur installation, le musée a mis en place un mécénat “collaboratif” permettant à des acteurs locaux (PME-PMI/TPE-TPI/ mécènes engagés…) de cofinancer le travail de restauration.

### Les restauratrices
Le marché public a été remporté par une équipe de restauratrices, Sabine Kessler et Julie André-Madjlessi, toutes deux restauratrices d’œuvres d’art spécialisées en sculptures et diplômées de l’Institut national du patrimoine (INP). Elles ont d’abord produit une étude préparatoire à la restauration de ces pièces inhabituelles et exécutent les travaux de restauration de mai à août 2016.

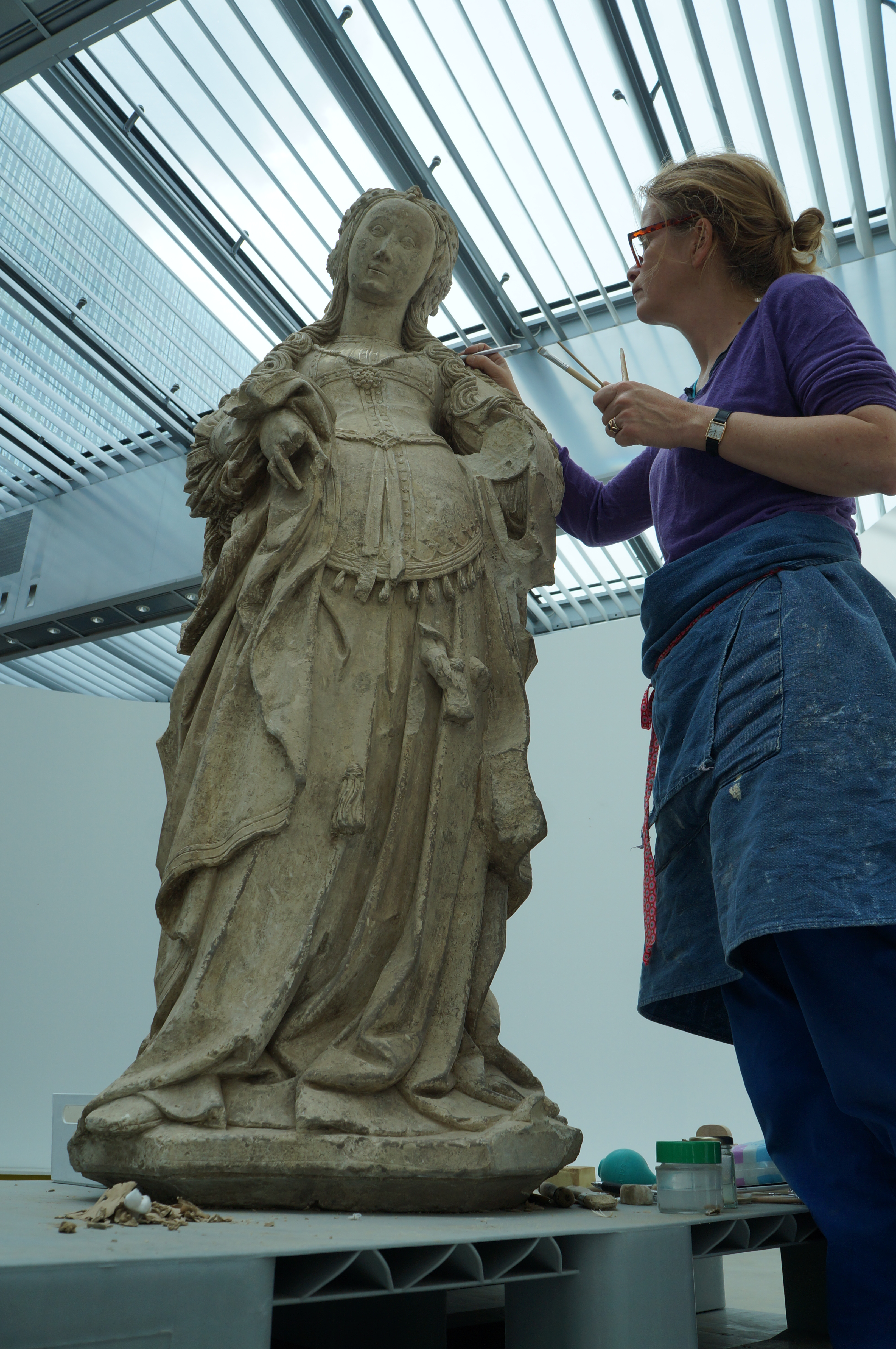
Statue de sainte Agnès en cours de restauration par Sabine Kessler.
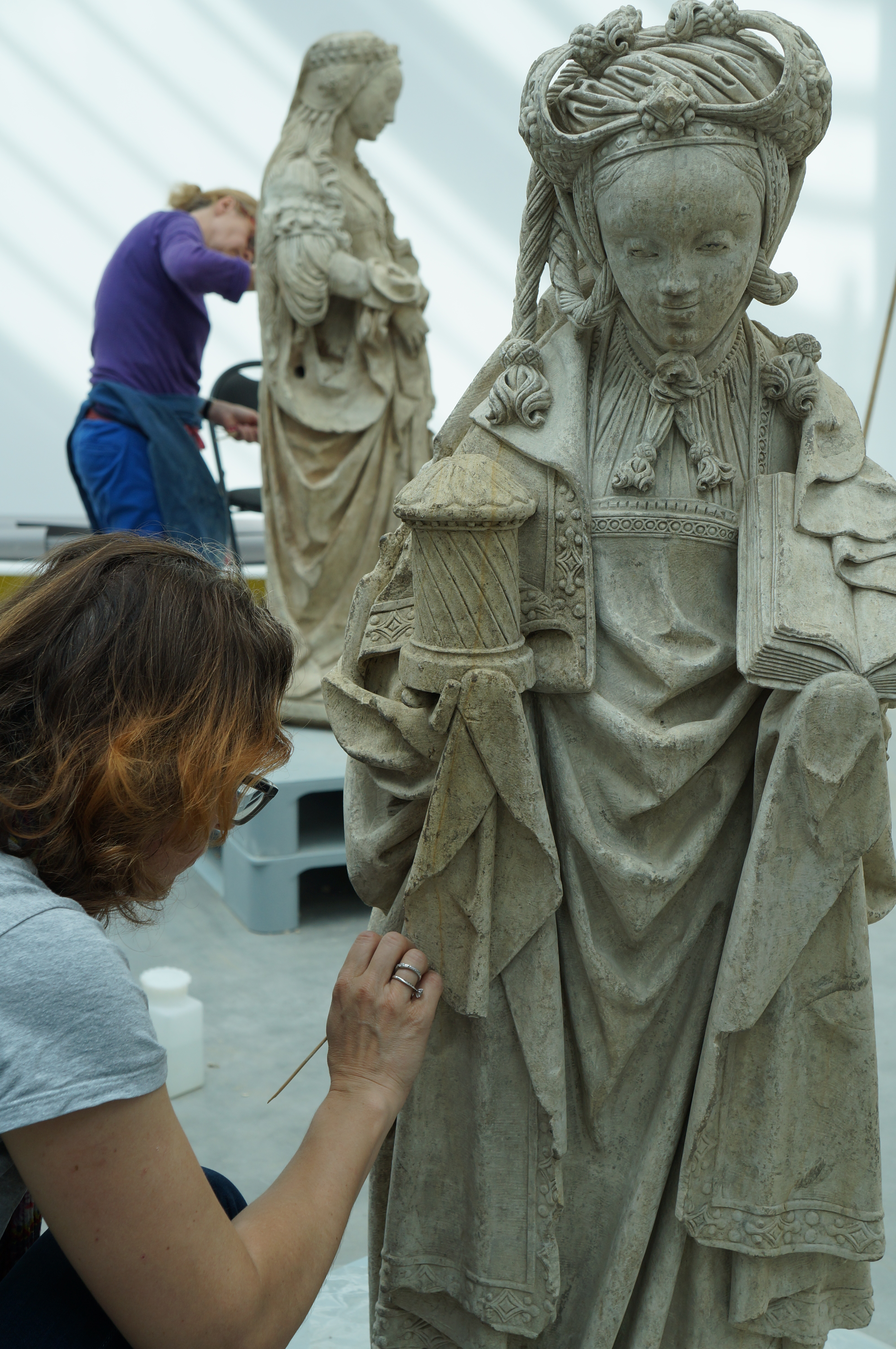
Au premier plan, statue de Marie-Madeleine et Julie André-Madjelessi.
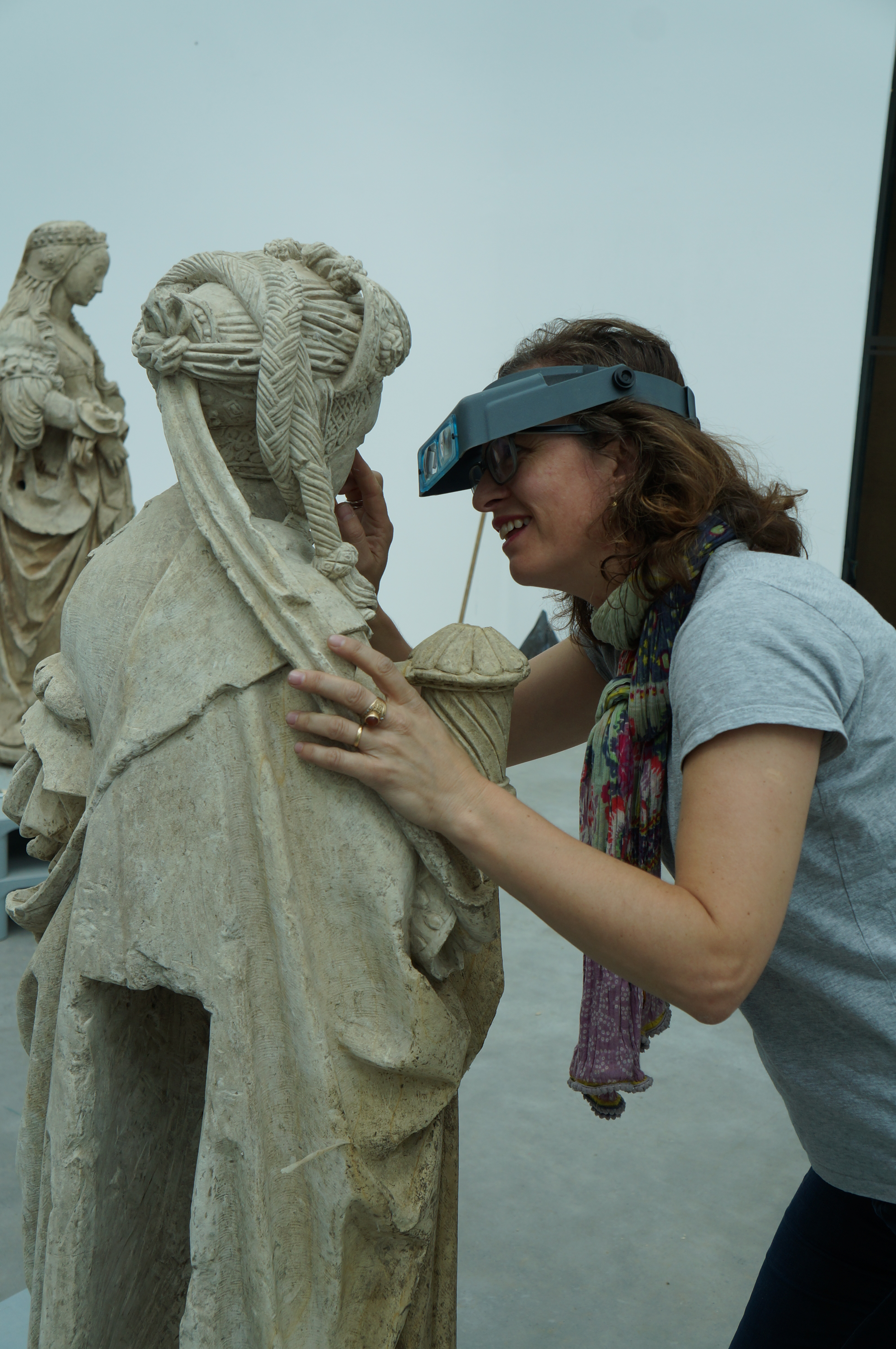
Statue de Marie-Madeleine et Julie André-Madjelessi.
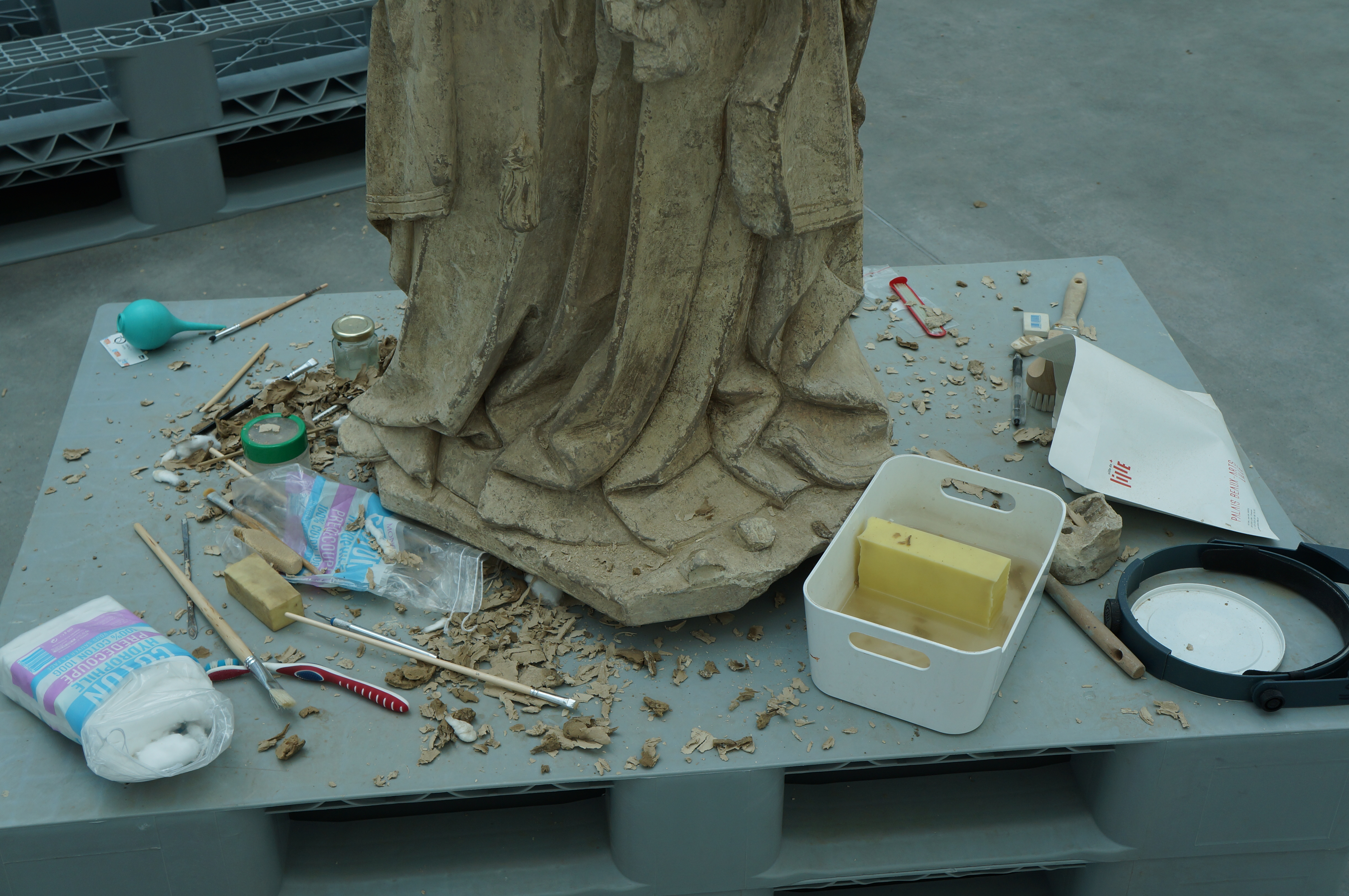
Bas de la statue de sainte Agnès, et outils de restauration.
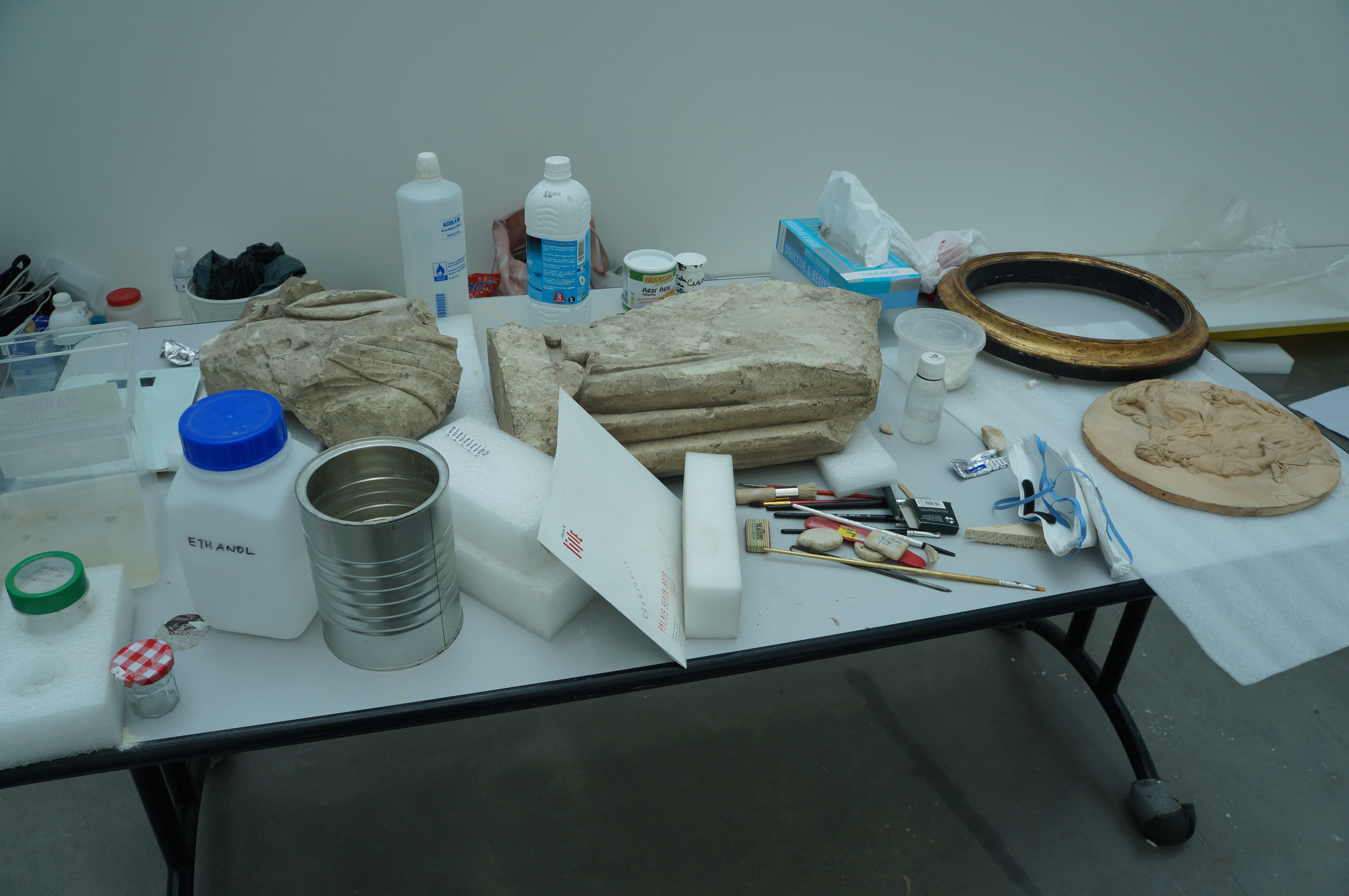
Le « Moine 2 » en cours de restauration.

### Méthodes de nettoyage
Comme le calcaire est assez fin, la terre ne peut pas être humidifiée par de l’eau, car une boue fine aurait alors pénétré les pores du calcaire. Les restauratrices ont donc utilisé l’application au pinceau de couches successives de plusieurs types de gels pour nettoyer la pierre : gel d’agar agar chauffé et gel à base d’argile. Après la « prise » de la couche de gel, la pellicule est retirée, et l’opération est répétée jusqu’à ce que le gel soit propre, c'est-à-dire jusqu’à ce qu’il ait décollé toutes les petites particules de terre pouvant l’être. Les pigments encore présents sur la pierre sont ainsi conservés et peuvent être étudiés, d'abord à la loupe binoculaire pour un premier tableau stratigraphique, complété ensuite par une analyse spectrométrique plus poussée par le Centre de recherche et de restauration des musées de France.

### Publications
Après la découverte, outre des articles et reportages publiés par divers médias écrits audio, ou vidéo, Connaissance des Arts (n° daté du 11 juillet 2016) présente aussi la découverte, puis des articles scientifiques sont publiés :
- Debs Ludovic, Vincent Vaiana : Orchies, rue Letellier, 2013. (Rapport de diagnostic. Amiens : Inrap Nord-Picardie 68 p.
- la Revue du Nord présente le contexte de la découverte et archéologique (2016) ;
- la revue Archéologia publie en septembre 2016 un article consacré aux aspects archéologiques de la découverte.